# Les Bio-Teens
 (mai 2019).
Si vous disposez d'ouvrages ou d'articles de référence ou si vous connaissez des sites web de qualité traitant du thème abordé ici, merci de compléter l'article en donnant les références utiles à sa vérifiabilité et en les liant à la section « Notes et références ».
Les Bio-Teens : Forces spéciales
Les Bio-Teens (Lab Rats) est une série télévisée américaine créée par Chris Peterson et Bryan Moore diffusée du 27 février 2012 au 3 février 2016 sur Disney XD.
En France, elle est diffusée du 9 mai 2012 au 30 avril 2020 sur Disney XD et enfin rediffusée sur Disney Channel. La série a fait l'objet d'une série dérivée la combinant avec Mighty Med, super urgences, une autre série de Disney XD : Les Bio-Teens : Forces spéciales, diffusée du 2 mars 2016 au 22 octobre 2016 aux États-Unis.
La série est disponible sur la plateforme de streaming Disney+

## Synopsis
Quand Leo, âgé de 14 ans, visite la maison de son inventeur de beau-père pour trouver sa chambre, il tombe nez à nez avec deux frères et une sœur bioniques vivant dans son sous-sol. Les frères et sœurs convainquent alors Leo de les emmener au lycée pour leur permettre d'expérimenter une vie normale, mais il semblerait que l'expérience soit courte.

## Distribution

### Acteurs principaux
- Tyrel Jackson Williams (VFB : Bruno Borsu) : Leo Dooley
- Billy Unger (VFB : Thibaut Delmotte) : Chase Davenport
- Kelli Berglund (VFB : Maia Baran) : Brianna « Bree » Davenport
- Spencer Boldman (VFB : Ilyas Mettioui) : Adam Davenport
- Hal Sparks (VFB : David Manet) : Donald Davenport

### Acteurs récurrents et invités
- Angel Parker (VFB : Delphine Moriau) : Tasha Dooley Davenport (Saisons 1 à 4)
- Maile Flanagan (VFB : Carine Seront) : Principal Terry Perry (Saisons 1 à 4)
- Will Forte (VFB : Alessandro Bevilacqua) : Eddy (voix) (Saisons 1 à 3 et saison 4 - épisode 17)
- Jeremy Kent Jackson (VFB : Philippe Allard) : Douglas Davenport (Saisons 2 à 4)
- Madison Pettis (VFB : Elsa Poisot) : Janelle Brown (Saisons 1 à 3)
- Michaela Carrozzo (VFB : Freddie Shermann) : Caitlin (Saisons 1 à 3 et saison 4 - épisode 8)
- Ashley Argota (V.F. : Claire Tefnin) : Taylor (Saisons 3 et 4)
- Cole Ewing (VFB : Gauthier de Fauconval) : Sebastian (Saisons 3 et 4)
- Mateus Ward (VFB : Aurélien Ringelheim) : Marcus Davenport (Saisons 1 et 2, puis saison 4 - épisodes 25 et 26)
- Joey Logano : Lui-même (Saison 2 - épisode 13)
- Max Charles (VFB : Laura Masci) : Spin Krane (Saisons 3 et 4)
- Eddie Perino (VFB : Sébastien Hébrant) : Trent (Saisons 1 à 3)
- Brandon Salgado Telis (VFB : Circé Lethem) : Bob Krane (Saisons 3 et 4)
- Graham Shiels (VFB : Michelangelo Marchese) : Victor Krane (Saison 3, puis saison 4 - épisodes 23 et 24)
- Andre Ethier : Lui-même (Saison 3 - épisode 16)
- Karan Brar (VF : Victor Quilichini) : Simon (Saison 3 - épisode 16)
- Bradley Steven Perry (VF : Maxym Anciaux) : Kaz (Saison 4 - épisode 11)
- Jake Short (VF : Arthur Dubois) : Oliver (Saison 4 - épisode 11)
- Jilon Vanover : Tecton (Saison 4 - épisode 11)
- Damion Poitier : Incapacitator (Saison 4 - épisode 11)
- Leo Howard (VF : David Scarpuzza) : Troy West (Saison 4 - épisodes 13 et 14)
- Willie McGinest : Lui-même (Saison 4 - épisode 21)
- Ping Wu : Dr. Gao (Saison 4 - épisodes 23 et 24)
- Dustin Ingram (VFB : Romain Barbieux) : Scott (4 épisodes)
- Pearce Joza : Daniel Davenport (3 épisodes)
- Telma Hopkins (VFB : Bernadette Mouzon) : Rose Dooley (3 épisodes)
- Ben Stillwell (VFB : Pierre Le Bec) : Owen (3 épisodes)
- Garrett Backstrom (VFB : Grégory Praet) : Ethan (2 épisodes)
- Narrateur du générique : (VFB : Martin Spinhayer)

Version française
- Société de doublage : Dubbing Brothers Belgique
- Direction artistique :  Alice Ley
- Adaptation des dialogues : Laurent Labagnère

## Personnages

### Personnages principaux
- Leo Dooley (Tyrel Jackson Williams) est le garçon de 14 ans, sans aucune capacité. Il est considéré comme un paria. Donald a un manque de confiance envers Leo à cause des destructions accidentelles qu'il cause. Dans la deuxième saison, Leo fait maintenant partie de l'équipe bionique. Il prend une place de plus en plus importante dans l'équipe et commence à partir de la saison 3 à concevoir ses propres inventions qui sont la plupart du temps un échec complet. Durant la saison 3, il obtient un bras bionique, avec son bras il sait lancer des boules de feux et transférer l'énergie et à la suite d'un accident en mission il obtient une jambe bionique.
- Chase Davenport (William Brent, anciennement connu sous le nom de Billy Unger) est le chef d'équipe de 15 ans, avec un taux incroyable d'intelligence. Ses sens pourraient être considérés comme des pouvoirs supplémentaires car ils sont sur-développés. Il a également la possibilité de créer des champs de force. Chase peut prendre le contrôle de ses frères et sœurs avec son application prioritaire. De plus, il dispose en cas de danger une double personnalité violente, dangereuse et avec une grande quantité de testostérone pour se protéger que Donald a nommé Spike. Il dispose également d'une application magnétique. Une petite puissance utilise ses champs de force comme une arme et la réduisant dans ses mains. Il peut aussi manipuler des molécules autour des objets afin de les contrôler dans une forme de télékinésie.
- Brianna "Bree" Davenport (Kelli Berglund) est l'enfant bionique de 16 ans, avec un taux de vitesse hors du commun. Elle peut aussi sauter incroyablement haut. Elle est aussi capable de copier la voix des autres. Dans l'épisode 10 de la saison 3, Donald Davenport ne laisse aucune liberté à Bree qui le prend mal. Alors que Donald avait récupéré leurs puces bioniques pour une mise à jour, elle récupère la sienne et la brise. Elle est exclue de l'équipe et dans un premier temps, elle semble être ravie d'être devenue normale, mais à la suite de la dernière mission effectuée par ses frères, elle culpabilise et va s'excuser. Malheureusement, Donald leur apprend que la puce de Bree est tellement endommagée qu'il ne peut la dupliquer et comme c'est son frère Douglas qui a créé leurs pouvoirs, elle ne redeviendra peut-être jamais bionique. Cependant, un épisode plus tard, Donald et Douglas coopèrent et Bree redevient donc bionique.
- Adam Davenport (Spencer Boldman) est l'enfant bionique de 17 ans, avec un taux de résistance choquant. Il a une vision laser qui a été considérée comme l'un de ses pépins dans un premier temps, étant donné la façon dont il ne pouvait pas l'utiliser correctement. Après les premiers épisodes, il a appris à l'utiliser correctement. Un autre problème se produit lorsque des grenades jaillissent de ses mains quand il devient trop heureux. Il n'est pas le plus malin de sa famille malgré son grand âge. Quand il est en colère, il sort de ses yeux un rayon incendiaire.
- Daniel Davenport (Pearce Joza) est le quatrième enfant bionique. Les Davenport ne découvrent son existence que dans l'épisode "And then there were four". Il est capable de répliquer les pouvoirs de la personne qu'il touche.
- Donald Davenport (Hal Sparks) est un inventeur milliardaire de 38 ans et le beau-père de Leo. Il est la figure paternelle mais n'est pas le créateur de Chase, Bree et Adam (c'est son frère, Douglas, qui l'est). Il semble généralement joyeux et un peu égoïste, mais il se soucie beaucoup de Leo et des enfants bioniques.

Remarque : Les noms des Bio-Teens, Adam, Bree, Chase et Daniel, viennent de lettres A, B, C et D. Cela est en outre indiqué par le fait qu'Adam (enfant bionique A) est né le premier, suivi par Bree (enfant bionique B), puis Chase (enfant bionique C), et enfin Daniel (enfant bionique D).

### Personnages secondaires
- Tasha Davenport (Ange Parker) est la mère de Leo, l'épouse de Donald, et une journaliste de télévision. Elle agit également comme une mère pour Adam, Bree et Chase, mais surtout Bree, car elles sont les seules filles de la maison.
- Eddy (Will Forte) est le système d'intelligence de la maison qu'il contrôle. Il déteste Tasha et les enfants.
- Ethan (Garrett Backstrom) est le premier petit ami de Bree.
- Principal Terry Perry (Maile Flanagan) est la directrice de Mission Creek High School. On ne sait pas pourquoi, mais elle n'aime pas Leo.
- Janelle (Madison Pettis) est le béguin de Leo.
- Caitlin (Michaela Carrozzo) est la meilleure amie de Bree. Elle a le béguin pour Adam, elle développe aussi le béguin pour Chase.
- Marcus (Mateus Ward) est le principal antagoniste de la série et ennemi de Leo. Dans "Mission: Space", il a installé une caméra espion cachée dans le laboratoire de Davenport et le montra à son patron, Douglas Davenport. Dans "Vitesse Trapped", il a été révélé être un androïde (robot très sophistiqué). Il menace de révéler leur secret si Leo raconte à la vérité à son propos.
- Trent (Eddie Perino) est le pire ennemi de Leo et aussi celui de Chase.Il est dans la première et deuxième saison le capitaine de l'équipe de football puis il devient prof de gym au lycée.
- Douglas Davenport (Jeremy Kent Jackson) était pendant longtemps l'ennemi juré de Donald, son frère, mais se sont difficilement réconciliés. Dans la fin de saison 3 et dans la saison 4, Douglas partage avec son frère Davenport Industries, une entreprise d'inventions bioniques qu'ils ont monté il y a longtemps et qui était l'une des nombreuses natures du conflit. C'est lui qui a créé les puces bioniques d'Adam, Bree, Chase. Il a inventé et fabriqué un bras bionique pour Leo. C'est lui qui a rendu bionique Leo. Douglas est comme son frère, un inventeur d'objets bioniques.

## Liste des épisodes

### Première saison (2012)
Le tournage de cette saison a débuté en mars 2011 et a été diffusée du 27 février 2012 au 5 novembre 2012 sur Disney XD en Amérique.
1. Rencontre du troisième type, partie 1 (Crush, Chop and Burn, part 1)
2. Rencontre du troisième type, partie 2 (Crush, Chop and Burn, part 2)
3. Rentrée des classes (Commando App)
4. Un virus dans le système (Night of the Living Virus)
5. Une cavalière pour trois (Leo's Jam)
6. Exosquelette contre grand-mère (Exoskeleton vs. Grandma)
7. Première Mission (Rats on a Train)
8. Le défi (Death Spiral Smackdown)
9. Les corvées de l'angoisse (Chore Wars)
10. Le plus malin des deux (Smart and Smarter)
11. Joyeux anniversaire Léo (Bionic Birthday Fail)
12. Question de confiance (Can I Borrow the Helicopter?)
13. Le manteau d'invisibilité (Mission Invisible)
14. Drôle de drone (Drone Alone)
15. Risque majeur d'insolation (Dude, Where's My Lab?)
16. Mission à hauts risques (Back From the Future)
17. Un contre un (Air Leo)
18. Marcus (Concert in a Can)
19. Échange de bons procédés (Chip Switch)
20. Mission spatiale (Mission Space)

### Deuxième saison (2013-2014)
Le 18 mai 2012, la série a été renouvelée pour une deuxième saison. Le tournage a débuté le 22 août 2012 et est diffusée du 25 février 2013 au 13 janvier 2014 en Amérique.
1. Le surveillant (Speed Trapped)
2. La mouche espionne (Spy Fly)
3. Le prix de la liberté (Missin' the Mission)
4. Mis en quarantaine (Quarantined)
5. Le combat des robots (Robot Fight Club)
6. Don d'imitation (Bro Down)
7. En grève (The Rats Strike Back)
8. L'univers parallèle (Parallel Universe)
9. Magie et jalousie (Spike's Got Talent)
10. Leo contre le Mal (Leo vs. Evil)
11. Une ombre au tableau (Hole In One)
12. En voiture, Adam (Trucked Out)
13. Rivalités (The Bionic 500)
14. Affrontement bionique, partie 1 (Bionic Showdown, part 1)
15. Affrontement bionique, partie 2 (Bionic Showdown, part 2)
16. Le brouilleur mémoriel (Memory Wipe)
17. Coup de froid (Avalanche)
18. Un clone peut en cacher un autre (Adam Up)
19. Nanorobots et dominos (Llama Drama)
20. Le fantôme du lycée (The Haunting of Mission Creek High)
21. Perry 2.0 (Perry 2.0)
22. Mon petit frère (My Little Brother)
23. Blaguera qui blaguera le dernier(Prank You Very Much)
24. Un Noël mouvementé ! (Twas the Mission Before Christmas)
25. Trent révise (Trent Gets Schooled)
26. La fin d'une époque (No Going Back)

### Troisième saison (2014-2015)
Le 26 juillet 2013, la série a été renouvelée pour une troisième saison. Le tournage a débuté en septembre 2013 et est diffusée du 17 février 2014 au 5 février 2015 sur Disney XD en Amérique.
1. À la recherche des Bio-Teens, partie 1 (Sink or Swim, part 1)
2. À la recherche des Bio-Teens, partie 2 (Sink or Swim, part 2)
3. Un exploit qui tourne court (The Jet Wing)
4. Mission : sauver le lycée (Mission: Mission Creek High)
5. La tyrolienne (Zip it)
6. Un téléphone compromettant (Not smart phone)
7. Créations défectueuses (Scramble the orbs)
8. Coincés au laboratoire (Taken)
9. Exclusion (Three minus Bree)
10. Qui sauvera Bree? (Which Father Knows best)
11. Alien Gladiateurs (Alien Gladiators)
12. Frères ennemis (Brother Battle)
13. L'attaque du requin cyborg (Cyborg Shark)
14. La fin du secret, partie 1 (You posted what ?!?, part 1)
15. La fin du secret, partie 2 (You posted what ?!?, part 2)
16. Les extraterrestres sont parmi nous (Principal from Another Planet)
17. Bas les masques (Face off)
18. Un pouvoir dangereux (Armed and dangerous)
19. La jalousie est un vilain défaut (Spike fright)
20. Drôle de Noël (Merry Glichtmas)
21. L'éveil des soldats secrets, partie 1 (Rise of the secret soldiers, part 1)
22. L'éveil des soldats secrets, partie 2 (Rise of the secret soldiers, part 2)
23. Leo est en danger (Bionic houseparty)
24. Premier jour à l'Académie bionique (First day of Bionic Academy)
25. Seuls aux commandes (Adam steps up)
26. Une mission délicate (Unauthorized Mission)

### Quatrième saison (2015-2016)
Le 9 mai 2014, la série a été renouvelée pour une quatrième saison. Elle est diffusée du 18 mars 2015 au 3 février 2016 sur Disney XD en Amérique.
1. La rébellion bionique, partie 1 (Bionic Rebellion, part 1)
2. La rébellion bionique, partie 2 (Bionic Rebellion, part 2)
3. Perdus sur le continent (Left Behind)
4. L'île est attaquée (Under Siege)
5. Chien bionique (Bionic Dog)
6. Léo fait sa publicité (Mission Mania)
7. Manipulations cérébrales (Simulation Manipulation)
8. Un héros au repos (Forbidden Hero)
9. L'Araignée de mer (Spider Island)
10. Spike contre Spikette (Spike vs. Spikette)
11. Bio-Teens vs. Mighty Med, 1ère partie (Lab Rats vs. Mighty Med, part 1)
12. Ascenseur Spatial (Space Elevator)
13. Les Bio-Teens font leur cinéma, partie 1 (Bionic Action Hero, part 1)
14. Les Bio-Teens font leur cinéma, partie 2 (Bionic Action Hero, part 2)
15. Danger virus (One of US)
16. Bob zombie (Bob Zombie)
17. Eddy l'humanoïde (Human Eddy)
18. La Malédiction du crâne noir (The Curse of the Screaming Skull)
19. Famille en danger, partie 1 (Lab Rats: On the Edge, part 1)
20. Famille en danger, partie 2 (Lab Rats: On the Edge, part 2)
21. Le match du siècle (Ultimate Taillage Challenge)
22. La famille s'agrandit (And Then There Were Four)
23. Davenportia, partie 1 (Space Colony, part 1)
24. Davenportia, partie 2 (Space Colony, part 2)
25. Disparitions en série, partie 1 (The Vanishing Part 1)
26. Disparitions en série, partie 2 (The Vanishing Part 2)

### Ordre des épisodes
L’ordre des épisodes des Bio-Teens en France a parfois un ordre de numérotation et un ordre de diffusion différent de celui de l'Amérique. La date de sortie de l'épisode n'est donc pas tout le temps à la suite du précédent. Elle peut être décalée de quelques mois. Les épisodes en deux parties en France dans chaque saison ne sont qu'en une seule partie en Amérique. Ils sont considérés comme des épisodes exceptionnels d'environ 50 minutes en Amérique contrairement à la France avec deux épisodes séparés en deux parties d'une durée moyenne de 23 minutes chacun.

### Diffusion des saisons aux États-Unis et en France
| Saison | Épisodes | Date de diffusion originale | Date de diffusion originale | Date de diffusion française | Date de diffusion française |
| Saison | Épisodes | Début                       | Fin                         | Début                       | Fin                         |
| ------ | -------- | --------------------------- | --------------------------- | --------------------------- | --------------------------- |
| 1      | 20       | 27 février 2012             | 5 novembre 2012             | 9 mai 2012                  | 12 décembre 2012            |
| 2      | 26       | 25 février 2013             | 13 janvier 2014             | 15 mai 2013                 | 12 mars 2014                |
| 3      | 26       | 17 février 2014             | 5 février 2015              | 7 mai 2014                  | 25 mars 2015                |
| 4      | 26       | 18 mars 2015                | 3 février 2016              | 6 mai 2015                  | 26 mars 2016                |

## Résumé des épisodes

### Saison 1 (2012)
| Nb. ép. global | Nb. d'ép. en saison | Titre                                  | Dirigé par         | Écrit par                    | Date de diffusion originale | Date de diffusion française | Prod. code | Téléspectateurs américains (millions) |
| --- | ------------------- | -------------------------------------- | ------------------ | ---------------------------- | --------------------------- | --------------------------- | ---------- | ------------------------------------- |
| 1 | 1                   | Rencontre du troisième type (partie 1) | Victor Gonzalez    | Chris Peterson & Bryan Moore | 22 février 2012             | 1er septembre 2012          | 101        | 1.27                                  |
| Dans la ville fictive de Mission Creek, Leo et sa mère, Tasha, emménagent avec l'inventeur milliardaire Donald Davenport, le beau-père de Leo.Dans un laboratoire souterrain secret de la maison de haute technologie de Davenport, Leo découvre trois adolescents surhumains bioniques: Chase, Adam et Bree, connus sous le nom de Bio-Teens. Leo apprend qu'ils ont vécu toute leur vie dans le laboratoire, où ils ont appris leurs capacités bioniques pour de futures missions classées. Leo les emmène secrètement à son école, Mission Creek High School, où leur manque d'expérience avec le monde extérieur est source de chaos, en partie parce que leurs pouvoirs bioniques peuvent être activés par inadvertance par le biais de leurs émotions. Lorsque Davenport le découvre, il interdit à Chase, Adam et Bree d'entrer en contact avec le monde extérieur. Cependant, Leo, reconnaissant de l’avoir rendu plus populaire à l’école, organise une fête pour Chase, Adam et Bree dans la maison de Davenport, mais se faire prendre quand Davenport et Tasha rentrent chez eux pendant les festivités. Après avoir désobéi à ses ordres, Davenport décide qu'il est préférable d'envoyer Chase, Adam et Bree dans ses installations les plus secrètes de l'Arctique pour terminer leur entraînement bionique. |                     |                                        |                    |                              |                             |                             |            |                                       |
| 2 | 2                   | Rencontre du troisième type (partie 2) | Victor Gonzalez    | Chris Peterson & Bryan Moore | 22 février 2012             | 1er septembre 2012          | 102        | 1.27                                  |
| Davenport crée des versions robotisées des Bio-Teens pour les fréquenter avec Leo, mais les vrais Bio-Teens changent de place avec leurs remplaçants. Cependant, Tasha décide qu'elle ne veut pas que Leo traîne avec des robots et demande à Davenport de les recycler, ne sachant pas qu'ils étaient les vrais enfants. Une fois à l’usine de recyclage, Chase, Adam et Bree utilisent leurs pouvoirs bioniques pour éviter divers risques, mais doivent revenir en arrière lorsque Leo arrive pour les sauver. Davenport et Tasha se rendent compte de la confusion et arrivent à l'usine. Après avoir vu les enfants risquer leur vie les uns pour les autres, Davenport décide de les laisser rester à la maison pour compléter leur formation. Il accepte également de les laisser aller à l'école, dans la mesure où ils conservent leur secret bionique et contrôlent leurs émotions pour éviter de nouveaux problèmes. Guest stars: Angel Parker dans Tasha, Cody Christian dans Kavan, Will Forte dans Eddy Note: ceci est un épisode spécial en deux parties en France |                     |                                        |                    |                              |                             |                             |            |                                       |
| 3 | 3                   | Rentrée des classes                    | Victor Gonzalez    | Gigi McCreery & Perry Rein   | 9 mars 2012                 | 8 septembre 2012            | 103        | 1.16                                  |
| Chase, Adam et Bree assistent à leur première journée à l'école de Leo, malgré les préoccupations de Davenport concernant la dangereuse "Application commando" de Chase, qui s'active en réponse à une menace et le transforme en Spike, un individu intrépide et colérique doté d'une force physique accrue. Adam, Bree et Leo ont promis à Davenport de garder Chase en sécurité, mais son appli Commando est déclenchée lorsqu'il rencontre Trent, un joueur peu amical de l'équipe de football de l'école. En tant que Spike, Chase se défend contre l’équipe de football, ce qui est contrarié par le fait qu’il est assis à leur "table" à la cafétéria. Après la confrontation avec Spike, l'équipe de football est obligée de s'asseoir à une table différente et perd ensuite sa motivation pour gagner un match à venir. Le directeur Perry tente donc de récupérer la table pour eux. Spike, Adam, Bree et Leo acceptent de jouer contre l'équipe dans un match de football, l'équipe gagnante étant autorisée à garder la table pour elle-même. Spike et son équipe ont presque gagné la partie, jusqu'à ce qu'il revienne à Chase vers la fin. Pendant ce temps, Davenport est irrité par les interruptions de Eddy, son système de sécurité domestique intelligent qui a sa propre personnalité. Guest stars: Maile Flanagan en tant que principal Perry, Eddie Perino en tant que Trent, Will Forte en tant que voix d'Eddy                                                                                              |                     |                                        |                    |                              |                             |                             |            |                                       |
| 4 | 4                   | Un virus dans le système               | Victor Gonzalez    | Mark Brazill                 | 16 mars 2012                | 29 septembre 2012           | 104        | 0.59                                  |
| Leo souhaite désespérément devenir l’assistant de Davenport dans le laboratoire, mais il corrompt accidentellement le système de la maison intelligente, transformant Eddy en un virus démoniaque nommé Teddy. Pendant ce temps, Bree organise une soirée pyjama avec ses amis, ignorant qu'ils ne voulaient venir que pour la maison dans laquelle elle vit. En même temps, Chase et Adam tentent de faire une farce aux filles. Guest stars: Angel Parker dans Tasha, Oana Gregory dans Stephanie, Michaela Carrozzo dans Caitlin, Will Forte dans la voix d'Eddy |                     |                                        |                    |                              |                             |                             |            |                                       |
| 5 | 5                   | Une cavalière pour trois               | Victor Gonzalez    | Heather Flanders             | 23 mars 2012                | 6 octobre 2012              | 105        | 1.05                                  |
| Leo aime une élève nommée Danielle, mais ne parvient pas à lui demander de participer à un bal scolaire à venir. Quand Chase apprend que Danielle veut partir avec une personne héroïque, il conçoit un plan dans lequel Adam repose sous un mur de casiers à l'école et utilise sa force pour les pousser lorsque Danielle passe, tout en donnant l'impression que Leo a tiré les casiers. hors d'Adam pour le sauver. Cependant, une fois le plan joué, Danielle s'intéresse à Adam, qui accepte son offre pour la danse. Chase essaie de convaincre Danielle d'aller à la place de Leo, mais elle lui demande ensuite d'aller danser, ce qu'il accepte. En guise de vengeance, Leo raconte à Chase un nouvel engouement pour la danse qui n'existe actuellement pas. À la danse, Danielle quitte Chase après avoir exposé ses mouvements de danse inhabituels. Elle finit également par avoir des ennuis avec Adam. Leo impressionne Danielle avec ses pas de danse et attire son attention, mais il décide de passer le reste de la soirée avec Adam et Chase, désolé pour eux car c'est leur premier bal à l'école. Pendant ce temps, Bree aime un étudiant nommé Ethan mais devient nerveuse quand il est dans les parages. Ils acceptent d'aller au bal, où il admet qu'il était également nerveux de lui demander de sortir avec elle. Guest stars: Angel Parker comme Tasha, Garrett Backstrom comme Ethan, Ginny Gardner comme Danielle Absent: Hal Sparks comme Davenport                                                    |                     |                                        |                    |                              |                             |                             |            |                                       |
| 6 | 6                   | Exosquelette contre Grand-mère         | Victor Gonzalez    | Ron Rappaport                | 6 avril 2012                | 13 octobre 2012             | 106        | 2.24                                  |
| Lorsque la mère de Tasha, Rose, rend visite à la famille, Tasha doit prétendre que Chase, Adam et Bree sont son personnel pour maintenir leur secret bionique. Pendant ce temps, Davenport a une prochaine présentation Web dans le laboratoire et Chase est bouleversée lorsque Leo est choisi à sa place pour présenter le nouveau costume d’exosquelette de Davenport. Pour revenir à Leo, Chase inverse les contrôles de l'exosquelette, mais il ne fonctionne pas correctement lorsque Leo essaie de le présenter. L'exosquelette est arrêté, mais quitte plus tard le laboratoire et devient une menace pour la famille, tout en rendant Rose suspecte. Chase et Leo se réconcilient et travaillent ensemble pour arrêter l’exosquelette. Par la suite, lorsque Rose demande des réponses, Davenport lui dit que lesBio-Teens sont les enfants de son frère, qu'il a adoptés après que son frère soit tombé dans un volcan. Guest stars: Angel Parker comme Tasha, Telma Hopkins comme Grandma Rose |                     |                                        |                    |                              |                             |                             |            |                                       |
| 7 | 7                   | Première mission                       | Victor Gonzalez    | Ken Blankstein               | 13 avril 2012               | 20 octobre 2012             | 107        | 0.86                                  |
| En raison d'une erreur de l'ingénieur, le train de marchandises à grande vitesse de Davenport a perdu le contrôle de sa vitesse en direction d'une ville, avec suffisamment de produits chimiques toxiques à bord pour l'effacer. Chase, Adam et Bree ont convaincu Davenport de les envoyer arrêter le train, marquant ainsi leur première mission après des années d’entraînement. Leo, contrarié par le refus de Davenport de participer à la mission, se faufile en se cachant dans un sac. Cependant, Chase, Adam et Bree se rendent compte que Leo a retiré le dispositif de décélération du sac pour pouvoir y entrer. Ils conçoivent un autre plan pour arrêter le train et réussissent. Pendant ce temps, Tasha, une journaliste locale, obtient son premier grand travail de journaliste en couvrant le train en fuite. Cependant, elle et son cameraman ont souvent du mal à faire filmer le train jusqu'à son arrêt. Guest stars: Angel Parker comme Tasha |                     |                                        |                    |                              |                             |                             |            |                                       |
| 8 | 8                   | Le défi                                | Sean McNamara      | Gigi McCreery & Perry Rein   | 20 avril 2012               | 27 octobre 2012             | 108        | 0.48                                  |
| Pour la semaine du défi du fitness, Mission Creek High School organise son concours "la spirale de la mort", dans lequel les équipes d’élèves se battent pour tenter de renverser leurs adversaires sur une plate-forme en rotation. Leo choisit Adam comme coéquipier en raison de sa force bionique. Leo nourrit secrètement Adam des granules de puissance qui augmentent son adrénaline, et ils gagnent contre toutes les autres équipes. Le directeur, Perry, révèle ensuite que Leo et Adam doivent s'affronter lors de la ronde finale du lendemain. Leo s'inquiète de la dernière ronde, car Adam est devenu imparable de manger trop de pellets. Le lendemain, Leo enferme Adam dans le laboratoire, mais celui-ci se libère et consomme plus de granulés de céréales. Pendant ce temps, Chase est fâché quand il apprend que Bree lui a menti sur le fait de devoir étudier pour un test; elle voulait en fait passer du temps avec ses nouveaux amis plutôt qu'avec lui. Pour se venger, Chase active son application Override, qui lui permet de contrôler Adam et Bree en cas d'urgence. Chase utilise son application Override pour contrôler Bree et la gêner devant ses amis, mais Bree et lui se réconcilient plus tard. Au cours de la dernière manche de "la spiral de la mort", Chase prend le contrôle d'Adam à l'aide de l'application Override, pour l'empêcher de le nuire à Leo. Guest stars: Maile Flanagan en tant que principal Perry, Tucker Albrizzi en tant que Gordo Absent: Hal Sparks comme Davenport |                     |                                        |                    |                              |                             |                             |            |                                       |
| 9 | 9                   | Les corvées de l'angoisse              | Sean McNamara      | Heather Flanders             | 27 avril 2012               | 3 novembre 2012             | 109        | N/A                                   |
| Chase, Adam et Bree commencent à faire des corvées autour de la maison pour gagner une allocation comme le fait Leo. Cependant, cela tourne mal quand ils deviennent gourmands et vendent accidentellement une vieille boîte à bijoux que Davenport préparait pour Tasha. Pendant ce temps, Leo veut voir un nouveau film de Pig Zombie auquel Tasha lui interdit d'aller. Il demande à Davenport de l'accompagner, Davenport accepte ne sachant pas que Tasha a refusé. Plus tard, Davenport découvre la disparition de la boîte à bijoux et punit Chase, Adam et Bree en leur faisant faire chaque tâche sale et dégoûtante de la maison sans leurs pouvoirs bioniques pendant un mois. Pendant ce temps, lorsque Tasha découvre que Leo lui a désobéi et a menti à Davenport, elle la met au sous-sol et lui interdit de regarder la télévision pendant une semaine. Tasha permet ensuite à Leo de regarder le marathon de films Pig Zombie en échange d'une prolongation de l'échouement de Leo jusqu'à un mois. Guest stars: Angel Parker comme Tasha, Will Forte comme la voix d'Eddy |                     |                                        |                    |                              |                             |                             |            |                                       |
| 10 | 10                  | Le plus malin des deux                 | Guy Distad         | Chris Peterson & Bryan Moore | 4 mai 2012                  | 10 novembre 2012            | 110        | 0.82                                  |
| Chase lance une campagne pour devenir l'étudiant du semestre à Mission Creek High School, en mettant en œuvre des idées telles que des choix alimentaires plus sains. Cependant, ses idées ne sont pas bien reçues par les étudiants. Adam met en œuvre plusieurs idées pour aider Chase à devenir populaire auprès des étudiants, mais Chase ne reconnaît pas le succès des idées d'Adam, ce qui l'amène à se présenter contre Chase pour le concours de l'étudiant du semestre. Bree aide Chase à se rendre compte qu'il fait régulièrement sentir à Adam qu'il ne se sent pas intelligent, alors il décide d'aider Adam à gagner à la place. Pendant ce temps, Leo est presque en retard pour l'une de ses classes d'école. En l'absence de personne pour voir ses pouvoirs bioniques, Leo convainc Bree d'utiliser sa super vitesse bionique pour le faire venir pendant qu'il la tient. Leo commence systématiquement à utiliser la super-vitesse de Bree à l'école, malgré son agacement, et finit par l'amener à s'arrêter. Étoile invitée: Garrett Backstrom comme Ethan Absent: Hal Sparks comme Davenport |                     |                                        |                    |                              |                             |                             |            |                                       |
| 11 | 11                  | Joyeux anniversaire Leo                | Victor Gonzalez    | Ron Rappaport                | 11 mai 2012                 | 17 novembre 2012            | 111        | 0.81                                  |
| Tasha remporte un prix pour ses reportages, mais la cérémonie de remise des prix a lieu le même soir que l'anniversaire de Leo. Bien qu'elle envisage de faire célébrer son anniversaire par la famille le soir suivant, Leo est convaincu qu'il recevra une fête surprise le soir de son anniversaire. Lorsque Davenport et Tasha assistent à la cérémonie, Chase, Adam et Bree décident d’enfermer Leo dans le laboratoire pendant qu’ils organisent une fête surprise pour lui. Chase, Adam et Bree invitent plusieurs de leurs artistes préférés à la fête et oublient de laisser Leo sortir pour qu'il puisse en profiter, ne réalisant leur erreur qu'après la fin de la fête. Pour se réconcilier avec Leo, ils le laissèrent essayer leur simulateur de mission dans lequel ils s'entraînèrent contre des ennemis artificiels. Guest stars: Angel Parker comme Tasha, Will Forte comme la voix d'Eddy |                     |                                        |                    |                              |                             |                             |            |                                       |
| 12 | 12                  | Question de confiance                  | Victor Gonzalez    | Gigi McCreery & Perry Rein   | 22 mai 2012                 | 24 novembre 2012            | 112        | 0.71                                  |
| Leo confie à Davenport qu’il a le béguin pour une élève du nom de Janelle, et que Davenport, excité par l’instant père-fils, parle à Tasha de ce béguin. Leo est contrarié lorsqu'il découvre que Davenport l'a dit à sa mère, mais lui pardonne par la suite. Davenport laisse ensuite Leo utiliser l’hélicoptère de Davenport pour emmener Janelle à un rendez-vous. Pendant ce temps, Bree est agacée par ses frères et veut sa propre chambre, et Tasha lui offre sa salle de couture. Cela provoque finalement une augmentation des tensions entre Chase et Adam qui étaient initialement enthousiastes à l'idée d'avoir le laboratoire pour eux-mêmes et finissent par diviser le laboratoire en deux. Bree est contrariée par la présence persistante de Tasha dans sa nouvelle chambre et décide finalement de retourner dans le laboratoire. Guest stars: Angel Parker comme Tasha, Madison Pettis comme Janelle |                     |                                        |                    |                              |                             |                             |            |                                       |
| 13 | 13                  | Le manteau d'invisibilité              | Victor Gonzalez    | Carla Banks Waddles          | 8 juin 2012                 | 1er décembre 2012           | 113        | 0.60                                  |
| Après avoir utilisé leurs pouvoirs bioniques pour sauver Leo d'une unité de climatisation en chute à l'école, Chase, Adam et Bree apprennent qu'ils ont été capturés par la caméra de surveillance de la directrice Perry, mais elle n'a pas encore visionné les images. Pour l'empêcher de montrer à Davenport et à Tasha le film sur la soirée parents-enseignants, Leo utilise la cape d'invisibilité de Davenport pour se faufiler dans son bureau. Cependant, lorsque Leo se fait prendre, Chase, Adam et Bree doivent penser à un nouveau plan. Guest stars: Angel Parker dans le rôle de Tasha, Maile Flanagan dans le rôle de principal Perry |                     |                                        |                    |                              |                             |                             |            |                                       |
| 14 | 14                  | Drôle de drone                         | Jody Margolin Hahn | Mark Brazill                 | 15 juin 2012                | 8 décembre 2012             | 114        | N/A                                   |
| Tandis que Davenport et Tasha partent en vacances, Chase, Adam, Bree et Leo promettent tous de se comporter correctement; Cependant, la promesse n'est pas tenue. La nuit, Leo allume le dispositif à impulsions électromagnétiques de Davenport, pensant qu'il s'agit d'une veilleuse. Dans la matinée, Leo se réveille et constate que Chase ne peut voir que les pixels et Adam parle en arrière. Ils disent à Leo que Bree a commencé à courir dans la nuit et qu’ils ne savent pas où elle est allée. Leo apprend que leurs problèmes sont dus à l'impulsion électromagnétique. Chase utilise l'ordinateur pour suivre Bree et lui donner les coordonnées pour revenir. Chase parvient également à résoudre ses problèmes et ceux d'Adam. Bree parvient à rentrer à la maison en utilisant une carte et Chase découvre qu'il a détecté par erreur l'un des drones de Davenport qui contrôle l'avion de Davenport, forçant Eddy à le faire revenir. Plus tard, Davenport revient et amène Chase, Adam, Bree et Leo au sous-sol. Guest stars: Angel Parker comme Tasha, Will Forte comme la voix d'Eddy |                     |                                        |                    |                              |                             |                             |            |                                       |
| 15 | 15                  | Risque majeur d'insolation             | Victor Gonzalez    | Marcus Alexander Hart        | 22 juin 2012                | 15 décembre 2012            | 115        | N/A                                   |
| Davenport et Tasha emmènent leur famille à la plage, où Tasha espère que sa famille passera une journée sans technologie. Cependant, Davenport apprend qu'une éruption solaire se dirige vers la Terre. Davenport et Tasha passent du temps à la plage, tandis qu’Adam, Bree et Chase restent dans le camping-car de la famille, qui contient un laboratoire secret dans lequel ils doivent attendre le moment opportun pour lancer une fusée qui empêchera l’éclat de la lumière solaire. Adam, Bree et Chase se glissent hors du véhicule de plaisance pour passer brièvement avec Leo sur le trottoir, mais ils reviennent pour constater que le véhicule de camping a été remorqué. Ils utilisent leurs capacités bioniques, les faisant passer pour des talents spéciaux, pour se produire sur le trottoir et gagner de l'argent afin de récupérer le véhicule de plaisance. Cependant, ils sont emprisonnés pour ne pas avoir permis de performance. Davenport, Leo et les Bio-Teens récupèrent finalement le véhicule de plaisance et arrêtent l'éruption solaire. Guest stars: Angel Parker comme Tasha, Judson Mills comme le Shérif des plages |                     |                                        |                    |                              |                             |                             |            |                                       |
| 16 | 16                  | Mission à hauts risques                | Victor Gonzalez    | Ron Rappaport                | 9 juillet 2012              | 22 décembre 2012            | 116        | 0.71                                  |
| Davenport décide d’envoyer Adam, Bree et Chase arrêter un collisionneur de particules avant qu’il ne crée un trou noir qui va imploser la Terre. Le futur Léo voyage sept ans dans le passé pour dire à Leo et à Davenport que Chase, Adam et Bree ne se rendront pas dans l’avenir et que le seul moyen de les sauver est de ne pas les laisser partir en mission. Davenport décide d'envoyer un rover automatisé à leur place, mais Chase, Adam et Bree y vont quand même, car le monde entier est entre leurs mains. Ils ont réussi à arrêter le collisionneur de particules. Leo les poursuit et leur sauve la vie en les écartant lorsque la coupole se heurte, devenant pris au piège. Adam déterre Leo qui a finalement sauvé chacun d'entre eux. Leo manque son rendez-vous avec Janelle, ce qui fait que Future Leo se retrouve avec un chien au lieu de Janelle comme épouse. Star invité spécial: Tyler James Williams comme futur Léo Guest star: Madison Pettis comme Janelle |                     |                                        |                    |                              |                             |                             |            |                                       |
| 17 | 17                  | Un contre un                           | Guy Distad         | Heather Flanders             | 29 juillet 2012             | 26 janvier 2013             | 117        | 0.64                                  |
| Quand Leo veut impressionner Janelle en battant l'intimé Trent au basketball, Chase lui prête les chaussures anti-gravité de Davenport. Cependant, lorsque Trent vole les chaussures, Chase utilise un gadget qui les fait danser avec Trent. Trent enlève ses chaussures et Janelle découvre ce qui se passe. Après que Janelle a expliqué à Leo pourquoi elle n'aimait pas les gens comme Trent, au deuxième tour, Leo marque un but tout seul. Pendant ce temps, Adam et Bree se disputent une place dans l’équipe de meneuses de claque. Adam l'emporte, mais quand Stephanie se moque de Bree, Adam quitte le groupe. Bree et lui s'encouragent et font honte à Stéphanie et aux meneuses de claque qui sortent du terrain. Guest stars: Madison Pettis comme Janelle, Eddie Perino comme Trent, Oana Gregory comme Stephanie Absent: Hal Sparks comme Davenport |                     |                                        |                    |                              |                             |                             |            |                                       |
| 18 | 18                  | Marcus                                 | Victor Gonzalez    | Mark Brazill                 | 12 août 2012                | 2 février 2013              | 118        | 0.59                                  |
| Chase et Adam se lient d'amitié avec un nouvel étudiant nommé Marcus à l'école et forment un groupe avec lui, mais Leo se méfie de Marcus. Après que Leo ait rejoint le groupe, Marcus casse sa propre guitare et blâme Leo. Pendant ce temps, Bree prévoit de tisser des liens avec Davenport le jour de la carrière à l’école, mais elle est bouleversée quand elle découvre que Davenport planifie quelque chose avec les garçons. Leo apporte une tablette avec l'enregistrement du système domestique d'Eddy, montrant qu'il n'a pas cassé la guitare de Marcus, mais avant de le montrer à tout le monde, Marcus avoue avoir brisé la guitare. Après un prétendu échec, il dit alors à Leo de ne plus jamais le lui répéter. Guest stars: Mateus Ward comme Marcus, Will Forte comme la voix d'Eddy |                     |                                        |                    |                              |                             |                             |            |                                       |
| 19 | 19                  | Echanges de bon procédés               | Victor Gonzalez    | Ken Blankstein               | 19 août 2012                | 9 février 2013              | 119        | N/A                                   |
| Chase, Adam et Bree échangent leurs puces bioniques après que Leo ait mentionné une telle idée. Chase a la force d'Adam, Adam la vitesse de Bree et Bree l'intelligence de Chase. Ignorant l'avertissement de Davenport, ils vont à l'école qui organise la Semaine de la protection civile. Lorsque l'alarme d'incendie se déclenche au cours d'un exercice, Bree se plaint du bruit dû à son sens de l'ouïe élevé auquel Chase s'est préparé. Chase tente de détruire la cloche avec sa vision de chaleur; cependant, il n'y est pas habitué et emprisonne accidentellement Leo et le principal Perry dans un ascenseur. Chase est incapable de trouver une solution pour les libérer. Chase, Adam et Bree se dépêchent pour essayer de ré-échanger leurs jetons, mais cela se retourne contre Chase lorsque celui-ci se retrouve à la vitesse de Bree, Adam à l'intelligence de Chase et à Bree avec la force d'Adam. De retour à l'école, Adam comprend que Bree peut tirer les câbles de l'ascenseur, mettant Léo et le principal Perry à l'abri. Cela fonctionne, mais Davenport les blesse plus tard, bien qu'il soit heureux qu'ils aient appris leur leçon sur le changement de puce. Star invité: Maile Flanagan en tant que principal Perry |                     |                                        |                    |                              |                             |                             |            |                                       |
| 20 | 20                  | Mission spatiale                       | Victor Gonzalez    | Chris Peterson & Bryan Moore | 16 septembre 2012           | 16 février 2013             | 120        | 0.85                                  |
| À l’école, Chase, Adam et Bree acceptent de laisser Marcus rester chez eux le week-end car son père est en dehors de la ville et il ne veut pas rester avec sa grand-mère. Chase, Adam et Bree découvrent qu'ils ont des capacités secrètes bioniques, mais lorsqu'ils demandent à Davenport, ils découvrent qu'il ne sait pas quelles sont leurs capacités secrètes ou quand elles seront connues. Lorsque Marcus arrive, Chase, Adam et Bree doivent se rendre dans l'espace, car le satellite de Davenport est sur le point d'être touché par une pluie de météores à la suite d'une brèche. Ils y arrivent et réparent la brèche, mais Adam brise accidentellement son lien avec sa vision thermique et Bree finit par le sauver, avec l'aide de Chase et de ses nouvelles capacités en kinésithérapie. Marcus s'infiltre dans le laboratoire et place une caméra espion microscopique à l'intérieur. Plus tard, Marcus informe un homme mystérieux de son infiltration dans le laboratoire de Davenport. Étoile invitée: Mateus Ward comme Marcus |                     |                                        |                    |                              |                             |                             |            |                                       |

### Saison 2 (2013-2014)
| Nb. d'ép. global | Nb. d'ép. en saison | Titre                            | Dirigé par         | Écrit par                    | Date de diffusion originale | Date de diffusion française | Prod. code | Téléspectateurs américains (millions) |
| --- | ------------------- | -------------------------------- | ------------------ | ---------------------------- | --------------------------- | --------------------------- | ---------- | ------------------------------------- |
| 21 | 1                   | Le surveillant                   | Victor Gonzalez    | Chris Peterson & Bryan Moore | 25 février 2013             | 15 mai 2013                 | 203        | 1.01                                  |
| Chase, Adam et Bree se rendent à une fête où Marcus est dans la nouvelle voiture autonome de Davenport. Lors de la fête, Marcus programme la voiture pour aller au fond de l'océan Pacifique. Lorsque Leo tente de l'arrêter, il se retrouve piégé dans la voiture qui se dirige ensuite vers l'océan. Chase, Adam et Bree parviennent à sauver Leo à temps, bien qu'ils ne sachent pas que c'est la faute de Marcus. Plus tard, Marcus révèle à Leo qu'il est bionique, à l'instar de Chase, Adam et Bree, et que si Leo le dit à quelqu'un, Marcus révélera au monde le secret de Chase, Adam et Bree. Pendant ce temps, Davenport et Tasha tentent de célébrer leur anniversaire d'un an, mais Eddy continue de les interrompre. Guest stars: Angel Parker comme Tasha, Mateus Ward comme Marcus, Will Forte comme la voix d'Eddy |                     |                                  |                    |                              |                             |                             |            |                                       |
| 22 | 2                   | La mouche espionne               | Guy Distad         | Ken Blankstein               | 4 mars 2013                 | 22 mai 2013                 | 201        | 0.68                                  |
| Leo utilise la mouche robotisée de Davenport pour se moquer de Bree, mais il va trop loin lorsqu'il utilise sa caméra espion pour copier sur le test de Bree à l'école. Lorsque Bree reproche à Leo d'avoir triché, le principal Perry lui donne un F pour avoir parlé pendant le test. Cependant, lorsque le chef Perry trouve et tient la mouche robotisée, un essaim d’entre elles est libérée accidentellement lors d’une dispute entre elle et Leo pour le conteneur qui paralyse les élèves. Bree ne pourra l'aider que si Leo avoue avoir triché. Leo avoue et Bree crée une tornade avec sa rapidité pour capturer les mouches dans le conteneur. Pendant ce temps, Chase et Adam doivent s’occuper des poupées pour une classe, mais le combat se termine entre eux, les frères blessent mutuellement le bébé de l'autre pour avoir la meilleure note. Star invité: Maile Flanagan en tant que principal Perry Absent: Hal Sparks comme Davenport |                     |                                  |                    |                              |                             |                             |            |                                       |
| 23 | 3                   | Le prix de la liberté            | Victor Gonzalez    | Hayes Jackson                | 11 mars 2013                | 29 mai 2013                 | 202        | 0.43                                  |
| Leo veut faire partie de l'équipe, mais Davenport ne le laissera pas faire. Lorsque Davenport découvre une fuite de gaz dans une installation, il appelle Chase, Adam et Bree, mais ils sont bloqués en détention avec le principal Perry pour avoir manqué une école lors de leurs autres missions. Leo s'en va plutôt, à la grande consternation de Davenport. Eddy, qui a reçu un corps de robot complet de Davenport, part également en mission. Leo se montre vite digne lorsqu'il élabore une solution à la fuite de gaz en sacrifiant le nouveau corps d'Eddy. Par la suite, Leo devient officiellement membre de l'équipe en tant que surveillant des missions, donnant des idées et des conseils. Eddy est ensuite retourné à son ancien lieu, dans l'enceinte de la maison de Davenport. Guest stars: Maile Flanagan en tant que Principal Perry, Will Forte en tant que voix d'Eddy |                     |                                  |                    |                              |                             |                             |            |                                       |
| 24 | 4                   | Mis en quarantaine               | Victor Gonzalez    | Marcus Alexander Hart        | 18 mars 2013                | 5 juin 2013                 | 205        | 0.59                                  |
| Bree a le béguin pour Owen, un étudiant artiste. Alors qu’elle se rendait en mission pour recevoir des échantillons afin d’attaquer des criminels, Bree est exposée à l’un des produits chimiques qu’elle collecte alors qu’elle ne fait pas attention. En apprenant que Bree est infecté, Chase, Adam et Davenport tentent de comprendre ce qui ne va pas et de le réparer. Leo essaie de s’assurer que Bree ne révèle pas ses pouvoirs bioniques quand elle s’infiltrera pour voir les œuvres d’Owen à l’école. Au salon d’art, cependant, les effets secondaires du produit chimique que Bree a été exposé ont commencé à se manifester, lui faisant perdre le contrôle de son corps. Guest stars: Ben Stillwell comme Owen, Sean Whalen comme gardien de sécurité |                     |                                  |                    |                              |                             |                             |            |                                       |
| 25 | 5                   | Le combat des robots             | Sean Lambert       | Hayes Jackson                | 25 mars 2013                | 12 juin 2013                | 210        | 0.59                                  |
| Chase et Leo décident de construire un robot et y participent dans une compétition de combat de robots. Ils ont laissé Davenport rejoindre leur équipe, mais ils l'ont expulsé après qu'il a démoli leur robot pour démontrer sa faiblesse. Il entre ensuite lui-même dans la compétition, affrontant Chase et Leo. Pendant ce temps, Bree expose accidentellement sa vitesse bionique à son amie Caitlin, qui repart ensuite éperdue. Caitlin avoue qu'elle a le béguin pour Adam et il devient son petit ami afin de pouvoir la convaincre qu'elle n'a rien vu d'inhabituel. Quand Adam et Caitlin sont à leur rendez-vous, Caitlin avoue qu'elle doit porter des lunettes et n'a donc rien vu plus tôt. Adam n'aime pas Caitlin et la convainc que son vrai béguin est Chase, mais il ne veut pas non plus être avec elle. Guest stars: Mark Christopher Lawrence en tant qu'annonceur, Michaela Carrozzo en tant que Caitlin |                     |                                  |                    |                              |                             |                             |            |                                       |
| 26 | 6                   | Don d'imitation                  | Victor Gonzalez    | Mark Brazill                 | 1er avril 2013              | 19 juin 2013                | 204        | 0.91                                  |
| Adam se disloque le bras après que Chase l'ait fait piquer. Après avoir réalisé à quel point le monde peut être dangereux, Adam se préoccupe excessivement de la sécurité et décide finalement de quitter l'équipe pour éviter de se blesser à nouveau. Chase et Bree se rendent compte qu'ils ne peuvent pas partir en mission sans Adam. Chase et Davenport élaborent donc un plan qui convainc Adam de rejoindre l'équipe. Pendant ce temps, Bree découvre qu'elle possède une capacité de manipulation vocale qui lui permet de copier les voix d'autres personnes, mais elle est punie pour l'utiliser pour se moquer du directeur Perry. Star invité: Maile Flanagan en tant que principal Perry |                     |                                  |                    |                              |                             |                             |            |                                       |
| 27 | 7                   | En grève                         | Victor Gonzalez    | Julia Miranda                | 8 avril 2013                | 11 septembre 2013           | 206        | 0.52                                  |
| Chase, Adam et Bree se mettent en grève avec Leo à la tête du groupe en raison du refus de Davenport de leur accorder un jour de congé. Un représentant de la NASA envisage de se rendre chez Davenport plus tôt que prévu pour assister à la présentation de sa nouvelle ceinture de propulsion par gravité, un dispositif permettant aux astronautes de parcourir l'espace de n'importe où dans la galaxie. Chase, Adam et Bree sont bouleversés lorsque Leo abandonne la grève pour accepter l'offre de Davenport de présenter la ceinture de gravité. Cependant, Leo ne sait pas que Davenport l'utilise pour que Chase, Adam et Bree se rendent et mettent fin à la grève. Lorsque le représentant de la NASA arrivera, Davenport acceptera de donner du temps libre à Chase, Adam et Bree s'ils feront la présentation à sa place, car Leo n’est pas correctement formé à cette tâche. La présentation de Davenport est ruinée lorsque Leo active accidentellement la ceinture gravitationnelle et tourne négligemment autour de la maison, incitant le représentant à quitter sans acheter. Plus tard, Chase, Adam et Bree pardonnent à Leo d'avoir trahi la grève. Guest stars: Angel Parker comme Tasha |                     |                                  |                    |                              |                             |                             |            |                                       |
| 28 | 8                   | L'univers parallèle              | Guy Distad         | Ron Rappaport                | 17 juin 2013                | 18 septembre 2013           | 207        | 0.74                                  |
| Une des inventions de Davenport entraîne accidentellement Leo dans un univers parallèle, où Chase, Adam et Bree sont impuissants et Leo est celui avec la bionique et tout est en arrière. Tasha est une génie de la technologie, Davenport est son assistant, le principal Perry est gentil, Chase est un jock, Adam est intelligent et Bree est populaire. Chase, Adam et Bree ne connaissent pas Leo; quand il leur expose ses pouvoirs bioniques, ils contactent des agents du gouvernement qui tentent de le capturer afin de faire des recherches. Davenport et lui doivent le ramener dans son univers avant que Leo ne finisse dans le blocus du gouvernement. Guest stars: Angel Parker dans Tasha, Maile Flanagan dans Perry, Tim Russ dans Agent Gordon |                     |                                  |                    |                              |                             |                             |            |                                       |
| 29 | 9                   | Magie et jalousie                | Guy Distad         | Julia Miranda                | 24 juin 2013                | 25 septembre 2013           | 208        | 0.65                                  |
| Leo décide de participer au spectacle de talents de l'école en exécutant un acte magique et Chase est mécontent de ne pas être décrit dans l'annuaire. Pour atteindre la popularité, Chase utilise sa télékinésie moléculaire dans les auditions de talents pour son propre acte magique, mais il prend la place de Leo dans le classement, ce qui le contrarie. De retour à la maison, Eddy donne à Leo un dispositif pour interrompre la bionique de Chase pendant le spectacle. Au concours de talents, Leo désactive la molécularité de Chase, provoquant ainsi son sifflement, ce qui active son application Commando et le transforme en Spike. Leo le calme, mais induit encore Spike en insultant Chase. Leo essaie d'utiliser l'appareil pour éteindre Spike, mais finit par faire monter les niveaux d'agression de Spike. Le directeur, Perry, prend ensuite Spike par terre et le ramène à Chase. Pendant ce temps, Adam et Owen créent une sculpture en beurre de Perry pour le spectacle de talents. Bree est mécontente que Owen passe du temps avec Adam, alors elle demande à Eddy de chauffer la maison pour faire fondre la sculpture. Owen est bouleversé quand Eddy révèle que Bree voulait que la sculpture soit fondue. Bree fait le bonheur de Owen en lui faisant une nouvelle statue en pop-corn. Guest stars: Maile Flanagan dans le rôle de Perry, Ben Stillwell dans le rôle d'Owen, Will Forte dans la voix d'Eddy Absent: Hal Sparks comme Davenport |                     |                                  |                    |                              |                             |                             |            |                                       |
| 30 | 10                  | Leo contre le mal                | Victor Gonzalez    | Ron Rappaport                | 24 juin 2013                | 2 octobre 2013              | 211        | 0.81                                  |
| Après avoir vu Marcus à l'école, Leo le suit jusqu'à sa maison où se trouve un repaire. Il a des preuves photographiques sur son téléphone portable qui prouvent non seulement que Marcus est diabolique, mais aussi qu'il veut Chase, Adam et Bree. Malheureusement, il est capturé par Marcus et il ordonne à son robot de le tuer. Leo s'échappe en faisant à Marcus un geste que Chase avait l'habitude de faire pour battre Adam au bras de fer. Pendant ce temps, Chase, Adam et Bree testent le nouveau téléporteur de Davenport, mais téléportent accidentellement Tasha quelque part sans savoir où elle est allée. Ils apprennent que téléporter Tasha pourrait la défigurer au cours du processus. Chase et Davenport tentent donc de corriger la machine. À cause de la faible intelligence d'Adam, ils ignorent son idée de ramener Tasha à la maison. Lorsque Tasha rentre chez elle, elle leur dit qu'elle a été téléportée à Fresno et que Adam a pris contact avec elle pour l'informer de l'accident de téléportation. Elle a ensuite suivi l'idée d'Adam de rentrer chez elle en bus. Leo retourne au labo et tente de montrer les preuves contre Marcus, mais celui-ci laisse tomber son téléphone par inadvertance dans le téléporteur, ce qui le détruit. Leo conduit ensuite l'équipe chez Marcus, mais ils ne croient pas ses prétentions car la maison semble normale. À l'intérieur, le père de Marcus dit à Marcus qu'il laisse tomber et qu'il devra s'occuper de Chase, Adam, Bree et Davenport lui-même. Guest stars: Angel Parker dans Tasha, Mateus Ward dans Marcus, Jeremy Kent Jackson dans figure dans l'homme mystérieux, Will Forte dans la voix d'Eddy |                     |                                  |                    |                              |                             |                             |            |                                       |
| 31 | 11                  | Une ombre au tableau             | Victor Gonzales    | Sib Ventress                 | 1er juillet 2013            | 9 octobre 2013              | 217        | 0.67                                  |
| Davenport achète une peinture d'art abstrait d'un million de dollars et la fait entreposer par Chase, Adam, Bree et Leo dans son coffre-fort d'art souterrain. Lorsque Adam éternue, sa vision de la chaleur se déclenche et provoque un trou dans le tableau. Chase et Bree tentent de résoudre le problème en utilisant leurs pouvoirs bioniques pour peindre une réplique, mais le plan est compromis lorsque Davenport décide de vendre le tableau. Après avoir reçu un pourboire d'un acheteur éventuel, le FBI arrive et accuse Davenport d'essayer de vendre de l'art falsifié, ce qui incite les autres à dire la vérité sur le tableau original. Alors que le FBI cherche dans la maison des œuvres d'art plus forgées, Adam, Bree et Chase se rendent à leur école, où Adam dépose le tableau original dans une benne à ordures. Ils apprennent que Perry a créé un parcours de golf intérieur en utilisant des déchets et d’autres objets, dont la peinture. Bree joue au golf contre Perry et récupère le tableau. Pendant ce temps, le FBI a presque découvert le laboratoire et les secrets de Davenport jusqu'à ce que les autres reviennent avec la peinture originale, prouvant l'innocence de Davenport. Guest stars: Maile Flanagan en tant que Principal Perry, Laird Macintosh en tant qu'Agent Ryker |                     |                                  |                    |                              |                             |                             |            |                                       |
| 32 | 12                  | En voiture, Adam                 | Victor Gonzalez    | Hayes Jackson                | 8 juillet 2013              | 16 octobre 2013             | 220        | 0.73                                  |
| Adam obtient son permis de conduire et Davenport l'emmène chercher une voiture. Cependant, lorsque Davenport doit quitter son concessionnaire automobile de bonne heure, il laisse Adam terminer seul l’achat. Adam obtient un camion monstre au lieu de la voiture prévue. Davenport est sur le point de reprendre le camion, mais lui et Adam décident de le garder et de faire une balade dans la joie. Pendant ce temps, Leo se vante de la manière dont il a été invité à une fête, mais quand Tasha se présente à la présidence de la PTA et l’embarrasse, il craint de ne pas être invité. Il demande ensuite à Bree d’utiliser sa manipulation vocale pour donner l’impression que Tasha se moque du principal Perry, ce qui l’oblige à se présenter contre Tasha. Plus tard, Perry remporte le vote lorsque Adam et Davenport plantent accidentellement le camion monstre dans l’école. Guest stars: Angel Parker dans le rôle de Tasha, Maile Flanagan dans le rôle de principal Perry |                     |                                  |                    |                              |                             |                             |            |                                       |
| 33 | 13                  | Rivalités                        | Victor Gonzalez    | Julia Miranda                | 22 juillet 2013             | 23 octobre 2013             | 223        | 0.66                                  |
| Leo veut le casier d'angle à l'école, seulement pour découvrir qu'il a été pris par son voisin, Clayton Harrington. Pendant ce temps, Davenport est fatigué de Pierce, le père ultra-riche et odieux de Clayton, et décide de mettre fin à leur inimitié par le biais d'une course de stock-cars, le perdant devant abandonner sa maison. Cependant, il découvre rapidement qu'il aura besoin de l'aide de Chase, Adam, Bree et Leo lorsque son voisin fera appel à l'aide de Joey Logano de NASCAR pour remporter la course. Davenport licencie son équipage, payé par Pierce pour saboter sa voiture, et Chase, Adam, Bree et Leo deviennent son nouvel équipage. Après avoir appris le sabotage, Joey quitte Pierce et Clayton pour rejoindre l’autre équipe et aider Davenport à gagner. Davenport remporte finalement la course, Pierce et Clayton quittent le quartier et Leo obtient le casier du coin. Guest stars: Joey Logano pour lui-même, Maile Flanagan pour Perry, Craig Zimmerman pour Pierce, JT Neal pour Clayton |                     |                                  |                    |                              |                             |                             |            |                                       |
| 34 | 14                  | Affrontement bionique (partie 1) | Victor Gonzalez    | Chris Peterson & Bryan Moore | 5 août 2013                 | 30 octobre 2013             | 212        | 1.37                                  |
| Après que Davenport semble seulement indiquer ce qu’ils font de mal, Chase, Adam et Bree s’énervent contre lui. Pendant ce temps, Marcus désactive Eddy et son père et lui capturent Davenport. En utilisant Davenport comme appât, ils attirent Chase, Adam et Bree dans leur tanière. Marcus, qui a amélioré les formes de toutes ses capacités bioniques, bat facilement Adam et Bree. Chase utilise une nouvelle capacité, la lévitation, et Marcus feint la défaite. Douglas, le père de Marcus, les transporte dans la cage de Davenport et dit qu'il est aussi leur père. Davenport et Douglas ont conjointement fondé Davenport Industries, mais se sont brouillés après que Douglas se soit retrouvé derrière le dos de Davenport et ait implanté la bionique, qu'ils avaient conçue pour des robots, chez des sujets humains. Douglas a ensuite construit Marcus, un androïde. Douglas a créé Chase, Adam et Bree avec une application Triton pour qu'il puisse les contrôler, mais Davenport l'a désactivée peu de temps après qu'il lui ait enlevé les frères et sœurs bioniques |                     |                                  |                    |                              |                             |                             |            |                                       |
| 35 | 15                  | Affrontement bionique (partie 2) | Victor Gonzalez    | Chris Peterson & Bryan Moore | 5 août 2013                 | 6 novembre 2013             | 213        | 1.37                                  |
| Alors que Douglas travaille sur une dérogation pour réactiver l'application Triton, Leo arrive et Marcus le tue apparemment avec un verrou électrique. Chase, Adam et Bree désactivent la cage. Davenport et Douglas se disputent ensuite la télécommande Triton App. Marcus défait Chase, Adam et Bree, mais Leo arrive dans l'exosquelette, après s'être vêtu d'un costume Davenport qui l'a sauvé de la précédente attaque de Marcus. Davenport écrase la télécommande pendant que Marcus assomme Leo et se prépare à le tuer. Adam se fâche et déverrouille une capacité cachée, une onde explosive bionique, qui détruit le repaire et assomme Marcus. Douglas s'échappe, mais Marcus est écrasé par les décombres et Chase, Adam et Bree s'entraident. Davenport dit qu'il est fier d'eux et ils le considèrent comme leur vrai père. Guest stars: Jeremy Kent Jackson comme Douglas Davenport, Mateus Ward comme Marcus, Will Forte comme la voix d'Eddy Note: Ceci est un épisode spécial en deux parties en France |                     |                                  |                    |                              |                             |                             |            |                                       |
| 36 | 16                  | Le brouilleur mémoriel           | Victor Gonzalez    | Ron Rappaport                | 19 août 2013                | 13 novembre 2013            | 219        | 0.51                                  |
| Quand Davenport attrape Chase, Adam, Bree et Leo en rentrant chez eux deux heures après le couvre-feu, il les puni au sous-sol pendant trois semaines. Davenport a remporté un prix présidentiel pour la création d’un dispositif d’effacement de la mémoire. Il accepte de laisser Tasha l’interviewer pour sa chaîne de télévision alors qu’il reçoit le prix à la maison. Les enfants utilisent le dispositif d'effacement de mémoire de Davenport pour lui faire oublier qu'il les a mis à la terre. Cependant, Leo va trop loin et efface accidentellement 24 ans au lieu de 24 heures, faisant de lui un adolescent. Lorsque Chase tente de résoudre le problème, il essuie à nouveau la mémoire de Davenport et le transforme en enfant de quatre ans et demi, au moment où il est sur le point d'être interviewé par Tasha. Après l'entretien de Davenport, les enfants le rétablissent dans la normale. Lorsque Davenport découvre que Chase, Adam, Bree et Leo utilisent son dispositif d'effacement de la mémoire, il les punis au sous-sol indéfiniment. Guest stars: Angel Parker comme Tasha |                     |                                  |                    |                              |                             |                             |            |                                       |
| 37 | 17                  | Coup de froid                    | Victor Gonzalez    | Mark Brazill                 | 16 septembre 2013           | 20 novembre 2013            | 214        | 0.72                                  |
| Adam et Bree disent toujours que super force et super vitesse font toujours une bonne équipe. Chase essaie donc de leur prouver, ainsi qu'à Davenport, que la super intelligence peut être bonne en soi. Davenport prend des dispositions pour que Chase, Adam et Bree partent en mission en Antarctique pour obtenir l’élément nécessaire à l’alimentation de son nouveau pistolet de congélation. Il a annulé la mission en raison d'une tempête de neige, mais Chase s'en va, souhaitant prouver à Adam et Bree qu'il peut mener à bien une mission seul. Pendant ce temps, Leo gèle accidentellement Janelle et Tasha avec le pistolet congélateur. En Antarctique, Chase finit par se faire piéger par une avalanche. Il est sauvé par Douglas, qui lui présente une offre tentante de travailler ensemble et de recevoir les capacités bioniques d'Adam et Bree. Chase accepte l'offre et emmène Douglas au laboratoire de Davenport pour exécuter le plan, mais il congèle ensuite Douglas, affirmant qu'il ne trahirait jamais sa famille. Guest stars: Angel Parker dans Tasha, Jeremy Kent Jackson dans Douglas Davenport, Madison Pettis dans Janelle |                     |                                  |                    |                              |                             |                             |            |                                       |
| 38 | 18                  | Un clone peut en cacher un autre | Victor Gonzalez    | Greg Schaffer                | 23 septembre 2013           | 27 novembre 2013            | 218        | 0.51                                  |
| Lorsque Chase, Adam et Bree terminent leur entraînement, Adam s'ennuie à l'entraînement et veut s'amuser. Il crée une copie de lui-même avec le duplicateur cellulaire de Davenport; cependant, les choses deviennent incontrôlables lorsque le duplicateur apprend à se multiplier. Finalement, tous les doublons sont détruits. Pendant ce temps, Chase et Bree doivent garder la nièce de la principale du Perry, Kerry Perry, qui agit gentiment avec elle, mais qui les fait chanter. Guest stars: Maile Flanagan dans le rôle de Perry, Grace Kaufman dans Kerry Perry, Will Forte dans la voix de Eddy |                     |                                  |                    |                              |                             |                             |            |                                       |
| 39 | 19                  | Nanorobots et dominos            | Guy Distad         | Ken Blankstein               | 30 septembre 2013           | 4 décembre 2013             | 216        | 0.58                                  |
| Le directeur Perry confie à Chase et Adam le soin d'observer le costume de mascotte dingo de l'école, alors que les élèves d'une autre école, l'école secondaire Deerfield, le volent toujours avant la danse de retour au pays de Mission Creek High School. Alors qu'Adam reste seul à regarder la mascotte Dingo, il est déjoué par un élève de Deerfield High School qui prend ensuite la mascotte. En représailles, Adam prend la mascotte de l'école de Deerfield: un lama vivant. Avant que Chase et Adam ne rendent le lama, ils s'aperçoivent qu'il a consommé les nanobots mécaniques de Davenport. Ils utilisent donc un aimant pour les récupérer. Pendant ce temps, Bree et Leo acceptent d'aider Caitlin à remporter le concours de dominos de l'école, mais ils se rendent compte qu'elle est obsédée par la victoire. Bouleversés par la façon dont Caitlin les traite, Bree et Leo décident de former leur propre équipe de dominos et remportent finalement la compétition. Guest stars: Maile Flanagan en tant que Principal Perry, Michaela Carrozzo en Caitlin Absent: Hal Sparks comme Davenport |                     |                                  |                    |                              |                             |                             |            |                                       |
| 40 | 20                  | Le fantôme du lycée              | Jody Margolin Hahn | Ken Blankstein               | 14 octobre 2013             | 12 décembre 2013            | 209        | 0.92                                  |
| Après que le directeur Perry a raconté à tous l'histoire d'un concierge fantôme qui hante Mission Creek High, Chase, Adam et Leo ont décidé de profiter de la peur des fantômes de Trent pour se venger un peu. Cependant, ils commencent vite à croire que le fantôme est réel lorsque d’étranges événements se produisent à l’école. Pendant ce temps, Bree et Owen ont des opinions différentes sur la manière de décorer la salle de sport pour la danse des retrouvailles. Lors de la danse, Chase, Adam et Leo tentent de capturer le concierge fantôme, mais ils apprennent que le principal Perry était derrière tout cela avec l'utilisation d'effets spéciaux. Guest stars: Maile Flanagan dans le rôle de Perry, Eddie Perino dans le rôle de Trent, Ben Stillwell dans le rôle de Owen Absent: Hal Sparks comme Davenport |                     |                                  |                    |                              |                             |                             |            |                                       |
| 41 | 21                  | Perry 2.0                        | David DeLuise      | Julia Miranda                | 11 novembre 2013            | 1er janvier 2014            | 215        | 0.96                                  |
| Chase et Leo sont mécontents du manque de progrès technologiques de leur école. Davenport a donc décidé de moderniser l'école, tout en leur assurant qu'il ne laisserait pas son égaux s'immiscer dans ses projets, comme il le fait habituellement. Chase et Leo sont initialement satisfaits des idées de Davenport jusqu'à ce qu'il dévoile une version robotique du principal Perry pour aider à faire fonctionner l'école, ce qui rend Chase et Leo impopulaires parmi les étudiants, qui n'aiment pas en avoir un deuxième. Chase modifie "Robo Perry" pour qu'il ne soit pas au point tout en restaurant, à son insu, le robot à ses paramètres d'usine: rechercher et détruire. Lorsque la commission scolaire se rend à Mission Creek High School pour visiter les améliorations apportées par Davenport, Robo Perry se déchaîne et se bat avec la véritable Perry, qui détruit le robot dans une bagarre. Pendant ce temps, un étudiant irlandais nommé Alistair arrive à l'école et Adam et Bree sont convaincus qu'il est un autre androïde, comme Marcus, envoyé pour les espionner. Ils se rendent finalement compte qu'ils se sont trompés à propos d'Alistair. Guest stars: Maile Flanagan en tant que Principal Perry, Matthew J. Evans en Alistair |                     |                                  |                    |                              |                             |                             |            |                                       |
| 42 | 22                  | Mon petit frère                  | Victor Gonzalez    | Jason Dorris                 | 18 novembre 2013            | 8 janvier 2014              | 224        | 0.75                                  |
| Chase diminue la super force d'Adam après qu'il devienne trop fort, mais il provoque accidentellement Adam à réduire sa taille à une taille de deux pouces et profite ensuite de la situation pour se venger d'Adam toutes les fois où il l'a appelé petit. Cependant, Chase commence à le regretter lorsqu'il perd Adam. Pendant ce temps, Bree dénonce la façon dont le directeur Perry gère l’école. Perry fait de Bree le directeur d’une journée. Cependant, Bree a du mal à gérer lorsque Perry décide de se comporter en étudiant. Plus tard, Bree appelle la mère de Perry pour la faire se comporter correctement. Star invité: Maile Flanagan en tant que principal Perry, Peggy Miley en tant que mère de Perry Absent: Hal Sparks comme Davenport |                     |                                  |                    |                              |                             |                             |            |                                       |
| 43 | 23                  | Blaguera qui blaguera le dernier | Victor Gonzalez    | Ken Blankstein               | 25 novembre 2013            | 22 janvier 2014             | 222        | 0.60                                  |
| Lorsque Bree en a assez de se faire piquer par Chase et Adam, elle demande de l'aide à Davenport. Cependant, chaque fois qu'elle essaie de blaguer Chase et Adam, ses blagues finissent par échouer. Les blagues de Chase et d'Adam commencent à devenir incontrôlables lorsque Tasha se fait asperger de ketchup et de moutarde au visage après avoir ouvert un placard. Cela bouleverse Tasha et elle se joint à Bree pour planifier une farce de vengeance. plus tard, Bree et Tasha réussissent à blaguer Chase et Adam. Pendant ce temps, grand-mère Rose vient lui rendre visite et commence à s'immiscer dans les relations entre Léo et Janelle. Guest stars: Angel Parker comme Tasha, Telma Hopkins comme Grand-mère Dooley, Madison Pettis comme Janelle |                     |                                  |                    |                              |                             |                             |            |                                       |
| 44 | 24                  | Un Noël mouvementé               | Guy Distad         | Mark Brazill                 | 2 décembre 2013             | 6 décembre 2014             | 221        | 0.81                                  |
| La veille de Noël, Davenport apprend que l’une de ses installations de recherche située près du pôle Nord subit des répliques à la suite d'une éruption volcanique. Davenport envoie Chase, Adam et Bree en mission pour sauver le Dr Evans de l'établissement. Après avoir aidé le Dr Evans à stabiliser plusieurs de ses machines, une réplique provoque la fissuration de sa gammasphère. Chase doit utiliser son champ de force pour contenir les rayons gamma extrêmement dangereux, tandis que le Dr Evans élabore une solution pour contenir les rayons gamma de façon permanente, décidant finalement d'imploser la structure pour les contenir. Le Dr Evans et les autres évacuent l'établissement avant qu'il n'implose, et le plan est un succès. Pendant ce temps, le principal Perry reste chez Davenport et rend Noël malheureux pour lui, Leo et Tasha. Plus tard, le directeur Perry se rattrape en préparant un beau dîner pour la famille. Guest stars: Noah Wyle comme Dr Evans, Angel Parker comme Tasha, Maile Flanagan comme Principal Perry |                     |                                  |                    |                              |                             |                             |            |                                       |
| 45 | 25                  | Trent révise                     | Victor Gonzalez    | Jessica Gao                  | 6 janvier 2014              | 5 mars 2014                 | 225        | 0.68                                  |
| Trent demande à Chase et à Leo de l'aider lors de son test et ils décident que c'est une bonne occasion de se venger de lui pour s'en prendre à eux. Ils programment les lunettes Daven éducatives de Davenport avec de fausses informations et Trent échoue au test. Le directeur Perry leur dit que Trent aurait obtenu son diplôme s'il avait réussi le test et ils l'ont convaincue de le laisser le reprendre. Cette fois, ils l’aident sincèrement à étudier, en s’inspirant de la douleur de Leo. Après avoir obtenu le diplôme, Trent découvre qu'il est maintenant leur professeur de gym. Pendant ce temps, Bree veut bien paraître sur sa photo de l'annuaire, alors elle va au salon de coiffure; Cependant, Adam a accidentellement brûlé la moitié de ses cheveux et ils ont demandé à Davenport de les réparer. Adam cause d'autres problèmes en mettant trop de crème pour la croissance des cheveux sur Bree. Le jour de la photo, sa frange se développe sur son visage lorsque le directeur Perry prend la photo. Guest stars: Maile Flanagan en tant que principal Perry, Eddie Perino en tant que Trent |                     |                                  |                    |                              |                             |                             |            |                                       |
| 46 | 26                  | La fin d'une époque              | Victor Gonzalez    | Chris Peterson & Bryan Moore | 13 janvier 2014             | 12 mars 2014                | 226        | 0.74                                  |
| À l'école, Chase, Adam et Bree sont obligés d'utiliser leurs pouvoirs bioniques pour sauver la vie du principal Perry d'un fil électrique desserré. Pendant ce temps, Davenport est piraté par un mystérieux pirateur qui utilise plus tard toutes les cartes de crédit de Davenport et pirate ses réseaux informatiques. Quand un agent du FBI arrive à la maison pour enquêter sur le piratage informatique, Chase, Adam et Bree croient à tort que Perry a rapporté leur secret bionique aux autorités. Chase, Adam et Bree décident de s'enfuir pour se protéger et protéger Davenport, leur absence signifiant un manque de preuves de leur existence. Ils quittent la maison et désactivent leurs signaux GPS afin que le FBI ne puisse pas les trouver. Le directeur, Perry, accepte de garder le secret sur les Bio-Teens que si Davenport la paye avec de l’argent caché, mais il perd ensuite la maison et son argent après que le pirateur informatique falsifie sa signature et autorise la liquidation de ses comptes bancaires. Il est révélé plus tard que Douglas est le pirateur informatique et qu'il a été décongelé par un mystérieux homme masqué avec des pouvoirs bioniques. Plus tard, Douglas installe des explosifs dans le laboratoire de Davenport, mais Leo et Davenport s'échappent dans l'ascenseur et le laboratoire explose. Guest stars: Angel Parker dans Tasha, Maile Flanagan dans Perry, Jeremy Kent Jackson dans Douglas Davenport, Jeff Doucette dans le représentant de la banque, Will Forte dans la voix de Eddy |                     |                                  |                    |                              |                             |                             |            |                                       |

### Saison 3 (2014-2015)
| Num. d'ép. global | Num. d'ép. en saison | Titre                                   | Dirigé par      | Écrit par                                    | Date de diffusion originale | Date de diffusion française | Prod. code | Téléspectateurs américains (millions) |
| --- | -------------------- | --------------------------------------- | --------------- | -------------------------------------------- | --------------------------- | --------------------------- | ---------- | ------------------------------------- |
| 47 | 1                    | A la recherche des Bio-Teens (partie 1) | Victor Gonzalez | Chris Peterson, Bryan Moore & Hayes Jackson  | 17 février 2014             | 7 mai 2014                  | 301        | 1.05                                  |
| Le directeur, Perry, laisse Leo, Davenport et Tasha rester temporairement à l'école pour qu'ils puissent retrouver Adam, Bree et Chase plus rapidement, permettant ainsi à Davenport d'obtenir son argent le plus rapidement possible. Chase, Adam et Bree s'installent à bord d'un cargo pour se cacher du FBI, mais ils sont interceptés par l'équipage qui a contacté la Garde-côte pour les arrêter. Avant que les garde-côtes n'arrivent, Chase, Adam et Bree décident d'utiliser leurs pouvoirs bioniques pour sauver un sous-marin en train de couler. Chase active son GPS pour la mission, révélant leur emplacement à bord du navire. Après avoir sauvé le sous-marin, Douglas finit par les capturer, déguisés en Davenport |                      |                                         |                 |                                              |                             |                             |            |                                       |
| 48 | 2                    | A la recherche des Bio-Teens (partie 2) | Victor Gonzalez | Chris Peterson, Bryan Moore & Hayes Jackson  | 17 février 2014             | 14 mai 2014                 | 302        | 1.05                                  |
| Douglas révèle que son nouveau partenaire est un milliardaire nommé Victor Krane, qui l’a fait implanter par Douglas avec diverses capacités bioniques. Pendant ce temps, Davenport regagne la maison et Chase, Adam, et Bree finissent par s'échapper et rentrer chez lui après que Davenport leur ait dit que le principal Perry avait gardé leur secret. Cependant, une fois que les trois d'entre eux sont à la maison, ils sont placés sous le contrôle de Triton App de Douglas et attaquent Davenport, Leo et Tasha. Leo parvient à désactiver l'application Triton de Chase lorsqu'il lui parle et lui rappelle tous leurs bons souvenirs. Une fois que Chase s'en tire, il parvient à désactiver les applications Triton d'Adam et Bree. Douglas est fâché quand Krane lui ordonne de détruire Adam, Bree et Chase, ce qui n’a jamais fait partie des plans de Douglas.. Leo parvient à désactiver l'application Triton de Chase lorsqu'il lui parle et lui rappelle tous leurs bons souvenirs. Une fois que Chase s'en tire, il parvient à désactiver les applications Triton d'Adam et Bree. Plus tard, la famille voit la destruction qui a eu lieu au laboratoire et est bouleversée Guest stars: Angel Parker dans Tasha, Maile Flanagan dans Perry, Jeremy Kent Jackson dans Douglas Davenport, Casey Sander dans le capitaine, Graham Shiels dans Krane Note: Ceci est un épisode spécial en deux parties en France. |                      |                                         |                 |                                              |                             |                             |            |                                       |
| 49 | 3                    | Un exploit qui tourne court             | Victor Gonzalez | Ron Rappaport                                | 24 février 2014             | 21 mai 2014                 | 303        | 0.49                                  |
| Chase, Adam et Bree sont obligés de se passer de leurs capsules, qui ont été détruites lors de l'explosion du laboratoire. Sans les capsules, leurs substances bioniques sont sujettes à des problèmes éventuels. Pour éviter cela, Davenport réalise une opération commanditée en pilotant une aile de jet en fibre de verre qu'il a inventée, afin de collecter des fonds pour reconstruire le laboratoire. Cependant, les choses tournent mal lorsque l'aile du réacteur tombe en panne de carburant. Pendant ce temps, la directrice Perry utilise Adam et Bree comme ses servantes bioniques pour la journée. Guest stars : Angel Parker dans le rôle de Tasha, Maile Flanagan dans le rôle de principal Perry |                      |                                         |                 |                                              |                             |                             |            |                                       |
| 50 | 4                    | Mission: sauver le lycée                | Guy Distad      | Julia Miranda                                | 3 mars 2014                 | 21 mai 2014                 | 304        | 0.63                                  |
| Après avoir reçu son argent de Davenport, la directrice, Perry, l’utilise pour acheter une nouvelle voiture. Quand Perry apprend que Chase, Adam et Bree utilisent leur bionique pour des missions, elle insiste à plusieurs reprises pour qu'ils la conduisent dans l'une de leurs missions. Ils décident d’organiser une fausse mission et d’emmener la directrice, Perry, dans le laboratoire nouvellement construit, mais la situation se dégrade lorsqu'elle lance accidentellement une fusée explosive. Chase, Adam et Bree doivent ensuite sauver Mission Creek High School avant que la fusée ne frappe. Adam utilise sa force pour lancer la nouvelle voiture de Perry à la fusée et la détruire avant qu'elle ne frappe l'école. Pendant ce temps, Janelle va à un rendez-vous avec Leo, mais commence à le voir comme un poisseux parce qu’elle est toujours blessée quand il est dans les parages. Guest stars: Maile Flanagan en tant que principal Perry, Madison Pettis en tant que Janelle, Will Forte en tant que voix d'Eddy |                      |                                         |                 |                                              |                             |                             |            |                                       |
| 51 | 5                    | La tyrolienne                           | Guy Distad      | Greg Schaffer                                | 10 mars 2014                | 28 mai 2014                 | 305        | 0.70                                  |
| Pour s'éloigner de ses frères, Bree trouve un emploi à temps partiel chez Caitlin à Tech Town, un magasin d'électronique, mais elle est bouleversée par le fait que son directeur, Scott, décide d'embaucher également Chase. Bree se fait surprendre par Chase, qui réalise plus tard ce qu'elle ressent. ils acceptent de se traiter avec respect. Pendant ce temps, alors que Tasha est en visite chez grand-mère Rose, elle a confié à Davenport, Adam et Leo une liste de tâches à effectuer à la maison. Pour terminer leurs tâches plus rapidement, Adam et Leo ont créé une tyrolienne turbo pour se déplacer plus rapidement, mais ils finissent par ignorer leurs tâches pour s'amuser avec la tyrolienne. Davenport les rejoindra plus tard. Lorsque Tasha revient, elle découvre la tyrolienne et confie à Davenport, Adam et Leo les tâches ménagères, tandis qu’elle s’amuse sur la tyrolienne turbo. Guest stars : Angel Parker comme Tasha, Michaela Carrozzo comme Caitlin, Dustin Ingram comme Scott |                      |                                         |                 |                                              |                             |                             |            |                                       |
| 52 | 6                    | Un téléphone compromettant              | Victor Gonzalez | Ken Blankstein                               | 24 mars 2014                | 4 juin 2014                 | 306        | 0.57                                  |
| Leo utilise le nouvel ePhone 7 de Chase pour filmer une vidéo de Chase et Adam utilisant leurs pouvoirs bioniques pour des cascades au labo, mais Chase perd ensuite le téléphone à Tech Town tout en travaillant. Pendant ce temps, Davenport fait la queue devant le magasin Tech Town pour pouvoir acheter un ePhone 7 pour Tasha comme cadeau d'anniversaire. Une fois les ePhones épuisés, Chase se rend compte que son téléphone est utilisé dans le magasin en tant que modèle d'affichage. Caitlin, qui n'aime pas les foules, est submergée par le grand nombre de clients cherchant à se procurer le dernier ePhone, qu'elle détruit avec colère en essayant de leur faire prendre conscience de leur obsession pour la technologie. Scott renvoie ensuite Caitlin du magasin. À l’école, Perry annonce sa retraite en tant que directrice alors qu’elle dispose de l’argent de Davenport, mais Leo est contrarié d’apprendre que Trent a été embauché comme nouveau directeur. Décidant que Perry est meilleur que Trent, Bree et Leo élaborent un plan pour aider Perry à dépenser tout son argent dans divers types de choses, de sorte qu'elle sera obligée de rester directrice. Perry décide qu'elle n'est pas satisfaite de ses nouveaux biens et se rend compte que tourmenter les élèves est ce qu'elle aime vraiment, ce qui la pousse à rester directrice. Guest stars : Maile Flanagan en tant que Principal Perry, Michaela Carrozzo en Caitlin, Eddie Perino en Trent, Dustin Ingram en Scott |                      |                                         |                 |                                              |                             |                             |            |                                       |
| 53 | 7                    | Créations défectueuses                  | Guy Distad      | Karen Jacobs                                 | 7 avril 2014                | 11 juin 2014                | 307        | 0.49                                  |
| Leo invente sa première création technologique, une paire d’orbes d’attaque pour se protéger et protéger les autres; Cependant, les choses tournent mal quand ils ne peuvent pas distinguer un ami de son ennemi. Pendant ce temps, Tech Town organise un concours d'employés pour déterminer qui peut créer l'application la plus vendue. Pour battre Scott au concours, Chase vole la technologie Eddy de Davenport pour créer un assistant personnel nommé Cheddy. Le plan de Chase échoue lorsque Cheddy commence à se comporter comme Eddy en insultant les personnes qui ont installé l'application. Pendant ce temps, Leo et Tasha vont voir la pièce d'école de Janelle, dans laquelle Adam joue un petit rôle. Quand Trent vole le billet de Leo, ses orbes attaquent Trent et finissent par ruiner le jeu. Guest stars : Angel Parker comme Tasha, Madison Pettis comme Janelle, Eddie Perino comme Trent, Dustin Ingram comme Scott Remarque : Will Forte comme la voix d'Eddy apparaît dans cet épisode, mais n'est pas crédité. |                      |                                         |                 |                                              |                             |                             |            |                                       |
| 54 | 8                    | Coincés au laboratoire                  | Victor Gonzalez | Mark Brazill                                 | 21 avril 2014               | 1er novembre 2014           | 308        | 0.59                                  |
| Douglas contacte Chase, Adam, Bree et Davenport, qui tente de les convaincre que Krane est devenu fou et qu'il s’implantait des capacités bioniques dont il n’était même pas au courant. Cependant, Davenport pense que Douglas utilise Krane pour l’aider dans un autre tour. Pour des raisons de sécurité, Davenport installe la Danven-muraille, un portail de sécurité à la pointe de la technologie. Davenport dit également à Chase, Adam et Bree qu’ils ne peuvent pas aller à l’école tant qu’il n’a pas compris ce qui se passe. Leo, qui est déjà à l'école, rencontre Douglas, qui lui montre ensuite une séquence vidéo montrant Krane en train de s'implanter avec davantage de capacités bioniques. Au laboratoire, Davenport reçoit une transmission de Krane, qui a capturé Leo et Tasha. Tandis que Chase, Adam et Bree veulent les sauver, Davenport sort seul avec un blaster thermique extrêmement puissant. Davenport arrive dans le repaire de Krane, mais Krane siphonne la puissance du blaster et bat rapidement Davenport. Pendant la bataille, Leo et Tasha sont piégés dans un champ d'énergie exothermique pour les faire frire. Par la suite, Krane utilise une capacité de géo-saut pour voyager instantanément de son repaire au laboratoire de Davenport, où il affronte Adam, Bree et Chase. Tandis que Davenport sauve Leo et Tasha, Krane bat facilement Chase, Adam et Bree avec sa bionique plus avancée. Avant que Krane ne puisse les achever, Douglas arrive et envoie une décharge laser à Krane. Après une autre bataille, Krane s'échappe en se téléportant du laboratoire. Davenport arrive et demande à Douglas de partir en raison de son comportement passé, malgré le fait qu'il ait sauvé Adam, Bree et Chase. Guest stars : Angel Parker comme Tasha, Jeremy Kent Jackson comme Douglas, Graham Shiels comme Krane |                      |                                         |                 |                                              |                             |                             |            |                                       |
| 55 | 9                    | Exclusion                               | Victor Gonzalez | Julia Miranda                                | 30 juin 2014                | 8 novembre 2014             | 309        | 0.44                                  |
| Bree est acceptée pour un programme de semestre à l'étranger en Australie, mais quand Davenport le découvre, il refuse de la laisser partir. Lorsque Davenport refuse plus tard de la laisser aller à un concert avec ses amis en faveur de la maintenance des puces bioniques, elle décide qu'elle en a assez et écrase sa puce bionique, à la grande horreur et au choc des autres. Bree savoure initialement sa nouvelle liberté; Cependant, au cours d'une mission, Bree se sent impuissante alors que Chase, Adam et Davenport sont partis pendant des heures. À leur retour, Chase révèle qu'ils ont à peine réussi à s'en sortir vivants et que, comme Bree n'est plus bionique, la mission a pris deux fois plus de temps. Bree se rend compte qu'elle était égoïste et s'excuse auprès de Chase et Adam et est prête à redevenir bionique, mais Davenport lui dit que, depuis que Douglas a construit les puces, il n'est pas sûr que Bree redevienne un jour bionique. Pendant ce temps, En utilisant une technologie basée sur le système de maison intelligente d'Eddy, Leo développe une pilule spéciale qui s'attache au cortex cérébral d'une personne et diagnostique des problèmes médicaux. Comme Tasha est malade, Leo décide de tester la pilule, mais Eddy reste coincé dans le corps de Tasha en raison d'une erreur dans laquelle Leo a transféré Eddy à la pilule. Eddy passe la journée à habiller Tasha horriblement et à la faire expulser des endroits en ville. Plus tard, Davenport utilise son aspirateur nasal sur Eddy et la pilule est extraite. Cependant, Eddy révèle qu’il a fait un reportage en tant que Tasha et qu’à sa grande surprise, il la faisait ressembler à un bouffon complet. Guest stars : Angel Parker comme Tasha, Will Forte comme la voix d'Eddy |                      |                                         |                 |                                              |                             |                             |            |                                       |
| 56 | 10                   | Qui sauvera Bree?                       | Guy Distad      | Kenny Byerly                                 | 7 juillet 2014              | 15 novembre 2014            | 310        | 0.46                                  |
| Alors que Davenport tente de réparer la puce endommagée de Bree, la puce de remplacement continue de ne plus fonctionner correctement, à la grande frustration de Davenport. Bien que Leo pense que Douglas peut aider depuis sa création, Davenport refuse même de revoir son frère. Réalisant que Davenport ne changera pas d'avis, Leo trouve Douglas, de toute façon, qui accepte à contrecœur d'aider. Pendant ce temps, Chase et Adam tentent de trouver un moyen de remplacer la vitesse de Bree lors des missions. Ils décident d’utiliser la moto de Davenport, que Chase modifie de façon à pouvoir atteindre 400 km/h. Cependant, Chase et Adam ne peuvent pas se mettre d’accord sur le choix de la personne qui conduira la moto pendant les missions. En l'absence de Davenport, Douglas crée une nouvelle puce aussi proche que possible de l'original. Bien qu'elle semble fonctionner, elle fonctionne également mal en obligeant Bree à fonctionner de manière incontrôlable. Davenport trouve Leo avec Douglas au laboratoire, mais les frères travaillent ensemble pour arrêter Bree et réparer sa puce. Après que la puce de Bree ait été réparée, Davenport chasse toujours Douglas, incapable de pardonner le comportement passé de son frère. Lorsque Bree s'excuse auprès de Davenport pour l'erreur de briser sa puce d'origine, Davenport se rend compte que tout le monde mérite une deuxième chance. Le lendemain, Davenport offre à son frère la possibilité de s'installer temporairement avec eux, et il accepte. Guest stars : Jeremy Kent Jackson comme Douglas, Sandy Martin comme Greta |                      |                                         |                 |                                              |                             |                             |            |                                       |
| 57 | 11                   | Alien Gladiateurs                       | Guy Distad      | Ron Rappaport                                | 13 octobre 2014             | 22 novembre 2014            | 311        | N/A                                   |
| Une convention annuelle de fans sur une franchise de films de science-fiction, Alien Gladiators, se tiendra à Mission Creek cette année et tous y participeront. Chase, Adam et Bree font la queue pour rencontrer André Ethier, qui figure dans le prochain film d' Alien Gladiators, mais Caitlin se présente et les force à la laisser se couper devant eux. En raison de la forte participation, la ligne est coupée et Caitlin finit par être la dernière personne à rencontrer Ethier. Chase, Adam et Bree se battent avec Caitlin et sont jetés dans une zone de sécurité avec un fanboynommé Simon. Pendant ce temps, Leo et Davenport se disputent des épreuves en face à face lors de la compétition entre eux. Les joueurs utilisent des gourdins lumineux pour s'affronter. Le prix est un rôle à jouer dans le prochain film d' Alien Gladiators. Finalement, Leo et Davenport s'affrontent, sous l'emprise de Leo. Leo est surpris d'apprendre qu'il sera en compétition contre le principal Perry lors de la bataille finale. Davenport indique à Leo comment vaincre Perry et il la bat finalement. Cependant, il décide de laisser Davenport jouer le rôle principal. Guest stars : André Ethier lui-même, Karan Brar comme Simon, Maile Flanagan comme principal Perry, Michaela Carrozzo comme Caitlin |                      |                                         |                 |                                              |                             |                             |            |                                       |
| 58 | 12                   | Frères ennemis                          | Hal Sparks      | Jason Dorris                                 | 20 octobre 2014             | 29 novembre 2014            | 312        | 0.63                                  |
| Chase estime qu'il est injuste d'être fréquemment choisi par Adam. Douglas suggère donc de donner à Chase une nouvelle capacité bionique comme avantage sur Adam, mais Davenport s'oppose à cette idée. Chase convainc Douglas de lui ouvrir secrètement une nouvelle capacité: une arme "à arc laser" qui ressemble à un grand bâton lumineux.. Davenport est fâché quand il découvre ce que Douglas a fait, et craint également que les nouvelles capacités de Chase n’affectent le travail de l’équipe en mission. Pendant ce temps, Bree parle à Leo d'un concours à Tech Town dans lequel son millionième client remportera un grand prix pour rencontrer le fondateur de Tech Town, Franz Minsk. Leo est en compétition pour remporter le concours dans l'espoir de monter les premières montagnes russes anti-gravité au monde dans le nouveau parc thématique technologique de Minsk. Lorsque le directeur, Perry, découvre le désir de Leo de remporter le concours, elle décide de lui faire concurrence. Leo fait plusieurs achats à Tech Town et finit par devenir le millionième client, mais Scott l'informe que les membres de la famille des employés ne sont pas éligibles pour gagner le prix. En tant que prochain client, Perry remporte le prix et chevauche les montagnes russes anti-gravité. À la maison, Douglas tente de ramener la situation à la normale en faisant de nouveau Adam le plus fort. Il donne à Adam une nouvelle capacité, une capacité pulmonaire pressurisée, lui permettant d'expirer avec force. Cependant, Chase et Adam finissent par se battre avec leurs nouvelles capacités. Davenport les convainc qu'ils doivent commencer à se respecter mutuellement et Douglas accepte de ne plus se plier aux ordres de Davenport. Cependant, Douglas révèle qu'il a déjà donné à Bree la possibilité de devenir invisible et Douglas accepte de ne plus aller à l'encontre des ordres de Davenport. Guest stars : Maile Flanagan en tant que principal Perry, Jeremy Kent Jackson en tant que Douglas, Dustin Ingram en Scott                                                                                               |                      |                                         |                 |                                              |                             |                             |            |                                       |
| 59 | 13                   | L'attaque du requin Cyborg              | Victor Gonzalez | Greg Schaffer                                | 18 juillet 2014             | 6 décembre 2014             | 313        | N/A                                   |
| Leo est effrayé par un film sur les requins qu'il a regardé au cinéma, mais à l'école, quand Janelle est contrariée par quelqu'un qui crie pendant le film, Leo prétend que c'est Chase et Adam qui criaient. Cela bouleverse Chase et Adam, qui décident de se venger. Chase modifie un des requins de sécurité cyborg de Davenport avec une technologie de vol stationnaire afin qu'il puisse flotter. Adam et lui le lâchent dans la maison pour effrayer Leo devant Janelle. Cependant, le requin se met en fauve et active deux autres requins cyborg, piégeant Chase, Adam, Leo et Janelle dans la maison. Plus tard, Leo reprend son courage à deux mains et parvient à éteindre le requin principal, ce qui désactive les autres. Pendant ce temps, le directeur, Perry, sollicite l'aide de Bree et Davenport pour entrer dans un club de loisirs et les fait passer pour sa fille et son mari lors d'une interview. Perry, nerveux à propos de l'entrevue, commence à mentir à l'intervieweuse, Regina. Après que Perry ait appris que Regina aimait la poterie, elle demanda régulièrement à Bree d'utiliser secrètement sa super vitesse pour parcourir le monde et récupérer des poteries, ce que Perry prétend être sa propre collection. Bien que Regina soit impressionnée par la collection, elle refuse l'adhésion de Perry après avoir appris l'existence de ces mensonges. Bree et Davenport se sentent mal pour Perry et acceptent de la laisser passer l'été avec eux et les autres. Guest stars : Maile Flanagan dans le rôle de Perry, Madison Pettis dans le rôle de Janelle, Margaret Easley dans le rôle de Regina |                      |                                         |                 |                                              |                             |                             |            |                                       |
| 60 | 14                   | La fin du secret (partie 1)             | Victor Gonzalez | Hayes Jackson & Ken Blankstein               | 28 juillet 2014             | 13 décembre 2014            | 314        | 1.37                                  |
| Chase, Adam et Bree apprennent qu'une jeune fille les enregistrait secrètement de derrière un buisson lors d'une mission de la veille dans laquelle ils réparaient un tuyau d'air sous pression rompu pour éviter une explosion. La vidéo, montrant les capacités bioniques de l'équipe, est téléchargée sur Internet. Par imagerie satellite, Davenport apprend la présence de la jeune fille pendant la mission, mais Chase est confus qu’il n’a pas remarqué la jeune fille lorsqu’il a balayé thermiquement l’ensemble de la zone. Un essaim d’agents du gouvernement s’infiltre dans la maison, tandis que Douglas et Leo s’échappent et se rendent à l’école pour échapper à la capture. L'équipe du gouvernement est dirigée par l'agent Graham, qui dirige une division gouvernementale secrète qui étudie les phénomènes paranormaux dans le monde entier. Cependant, Graham est la risée du gouvernement depuis des années parce qu’aucun de ces phénomènes ne s’est avéré réel, jusqu'à la découverte d'Adam, Bree et Chase. En les considérant comme des armes de destruction massive, Graham a l'intention de maintenir Adam, Bree et Chase indéfiniment dans des locaux séparés, tandis que Davenport sera enlevé dans l'attente du rapport final de Graham sur la situation. Krane et la fille arrivent à l'école et il est alors révélé que la mission sur laquelle se trouvaient Chase, Adam et Bree était une installation. Krane révèle que la jeune fille, nommée S-1, possède des capacités bioniques qui lui permettent notamment d'éviter le scan thermique de Chase. Krane a également implanté S-1 avec sa propre application Triton, ce qui lui confère un contrôle total sur elle. Krane électrocute les principaux Perry et Douglas tandis que S-1 force un faisceau de plafond à écraser le bras de Leo. |                      |                                         |                 |                                              |                             |                             |            |                                       |
| 61 | 15                   | La fin du secret (partie 2)             | Victor Gonzalez | Hayes Jackson & Ken Blankstein               | 28 juillet 2014             | 13 décembre 2014            | 315        | 1.37                                  |
| Après le départ de Krane et de S-1, Douglas et Perry se rétablissent et conduisent Leo à un hôpital. Tasha se présente plus tard, seulement pour se rendre compte que Leo est parti. Alors que Chase, Adam, et Bree se disent adieux, l'agent Graham leur dit qu'il est temps de partir, mais Adam refuse et utilise sa capacité d'onde de souffle pour abattre les agents. À l'hôpital, Adam, Bree, Chase et Davenport apprennent de Perry que Krane est responsable de la révélation du secret bionique. Pendant ce temps, dans l'ancien entrepôt de Douglas et Krane, Leo se réveille et apprend que Douglas a sauvé son bras avec des composants bioniques, après qu'un médecin a déclaré que son ancien bras ne pourrait plus jamais être utilisé. Le bras bionique de Leo comprend une force exceptionnelle et la capacité de tirer des sphères laser. Krane et S-1 se présentent à l'entrepôt, suivis de Chase, Adam, Bree et Davenport. Krane et S-1 sont finalement vaincus au combat. Lorsque l'agent Graham arrive, Douglas révèle que Krane et S-1 sont les méchants bioniques. L'agent Graham est alors sauvé par Bree lorsque Krane tente de l'attaquer. Krane et S-1 sont arrêtés et enfermés dans une prison avec un interrupteur de signal bionique, les empêchant ainsi d'utiliser leur bionique pour sortir. Plus tard, Graham tient une conférence de presse avec Chase, Adam et Bree pour confirmer qu’ils sont des surhumains bioniques. Davenport est fâché quand il apprend que Graham est maintenant responsable de Chase, Adam et Bree en tant que chef d’équipe de mission. Il est révélé que Krane possède une armée de soldats bioniques, qu'il utilisera pour détruire Chase, Adam et Bree. Guest stars : Angel Parker dans Tasha, Maile Flanagan dans Perry, Jeremy Kent Jackson dans Douglas, Graham Shiels dans Krane, Ben Bodé dans Agent Graham, Ashley Argota dans S-1 Note : Ceci est un épisode spécial en deux parties en France. |                      |                                         |                 |                                              |                             |                             |            |                                       |
| 62 | 16                   | Les extraterrestres sont parmi nous     | Victor Gonzalez | Mark Brazill                                 | 14 avril 2014               | 10 janvier 2015             | 316        | 0.76                                  |
| Pendant une éclipse lunaire, le chef Perry arrive à la maison pour informer tout le monde que des extraterrestres sont sur la planète, à la grande surprise de tous. Plus tard, Chase a des maux d'estomac et le directeur, Perry, insiste sur le fait que cela est dû à la croissance d'un extraterrestre en lui. Cependant, ils s'aperçoivent que les oreilles et la bouche du principal Perry coulent dans le vert, ce qui incite Davenport à admettre qu'elle est une étrangère. Le directeur Perry poursuit tout le monde pendant que Leo enregistre le tout et finit par se fatiguer. Leo la réveille accidentellement et elle court avec lui à l'école, où elle le piège dans une boue extraterrestre et dépose des œufs d'aliens. Lorsque Chase, Adam et Bree arrivent à l'école, Adam utilise sa vision thermique pour détruire les œufs qui libèrent Leo. Un vaisseau mère téléporte ensuite le principal Perry mais la renvoie rapidement sans l’étranger en elle. Star invité : Maile Flanagan en tant que principal Perry |                      |                                         |                 |                                              |                             |                             |            |                                       |
| 63 | 17                   | Bas les masques                         | Guy Distad      | Julia Miranda                                | 10 novembre 2014            | 17 janvier 2015             | 317        | 0.57                                  |
| Bree veut se venger d'Adam pour l'avoir embarrassée devant Jake, son petit ami. En travaillant avec Chase, elle enfile une cyber-cape qui lui donne une allure et un son identiques à ceux du directeur Perry et gêne Adam devant toute l’école. Cependant, quand elle montre à Adam la cyber-cape juste avant la danse de l’école ce soir-là, elle se fige et ne s’échappera pas. Bree fait ensuite passer à Chase une cyber-cape et se rendre à la danse avec Jake. Pendant ce temps, Leo et Douglas fouinent dans la mallette de Davenport et se disputent la candidature de son nouveau vice-président, pour découvrir que c'était pour l'équipe de softball de Davenport Industries. Davenport découvre ensuite qu'il lui manquait deux cyber-capes et les désactive du laboratoire. Cela embarrasse Chase et met Bree en difficulté avec Jake. Le lendemain, Guest stars : Maile Flanagan en tant que Principal Perry, Jeremy Kent Jackson en tant que Douglas, Cody Griffin en Jake |                      |                                         |                 |                                              |                             |                             |            |                                       |
| 64 | 18                   | Un pouvoir dangereux                    | Victor Gonzalez | Julia Miranda                                | 29 septembre 2014           | 24 janvier 2015             | 318        | 0.65                                  |
| Douglas s'inquiète de l'utilisation fréquente par Leo de sa force bionique autour de la maison, car il s'inquiète de la réaction du gouvernement si on découvrait que Leo est également bionique. Léo promet de limiter son utilisation de la bionique, mais il devient jaloux lorsque Janelle s'intéresse à Adam et souhaite faire un projet d'expo-sciences à l'école sur ses capacités en bionique. Bien que Leo soit censé garder son bras bionique secret, il décide de montrer ses capacités bioniques à Janelle. Cependant, il apprend que Douglas a désactivé le bras bionique à distance jusqu'à ce qu'il devienne pleinement responsable. Leo réactive ses bioniques mais provoque accidentellement un incendie à l'école avec ses sphères laser. Après avoir sauvé Janelle, Douglas apprend ce qui s’est passé et décide de former Leo à la maîtrise de sa bionique. Pendant ce temps, l'agent Graham prend Chase, Adam, et Bree pour une tournée promotionnelle à travers le monde. Davenport veut que Chase, Adam et Bree reprennent leur formation à la mission pour conserver leur bionique, mais ils se rangent du côté de Graham, qui estime que la tournée est plus importante pour le moment. Lorsqu'ils manquent une mission et que des personnes en souffrent, Adam, Bree et Chase informent Graham qu'ils doivent reprendre leur entraînement. Bien que Graham ait déjà reçu une promotion qu'il souhaitait, il a maintenant l'intention de poursuivre la tournée de presse pour sa propre renommée et son propre profit. Lorsque le président des États-Unis se rend au laboratoire pour observer les capacités bioniques de l'équipe, celle-ci prétend avoir des problèmes techniques afin de pouvoir exposer Graham comme n'étant pas qualifié pour les diriger. Le président congédie Graham et permet à Davenport de revenir en tant que chef de mission de l'équipe. Guest stars : Jeremy Kent Jackson comme Douglas, Madison Pettis comme Janelle, Ben Bodé comme agent Graham, John Eric Bentley comme président Remarque : la capacité pulmonaire pressurisée d'Adam de "Brother Battle" est prématurément démontrée dans cet épisode. |                      |                                         |                 |                                              |                             |                             |            |                                       |
| 65 | 19                   | La jalousie est un vilain défaut        | Guy Distad      | Greg Schaffer                                | 24 octobre 2014             | 31 janvier 2015             | 319        | 0.46                                  |
| Adam devient jaloux lorsque Sabrina, une fille à l'école, s'intéresse à Chase. Sabrina et Chase passent du temps ensemble chez Davenport pour travailler sur un projet de chimie scolaire, jusqu'à ce qu'Adam sabote leur rendez-vous en mettant Chase en colère afin de le transformer en Spike. Quand Sabrina est mal à l'aise avec la personnalité difficile de Spike, elle s'en va. Adam se sent mal, alors il explique plus tard à Sabrina qu'il est la raison pour laquelle son rendez-vous avec Chase ne s'est pas bien passé. Pendant ce temps, à l’école, Bree et Leo ont entendu le directeur Perry se disputer avec Flo, une dame de l’école. Ils deviennent convaincus que Perry a assassiné Flo. Cette nuit-là, Davenport accompagne Bree et Leo à l’école. Ils sont surpris de trouver Perry là-bas et deviennent méfiants quand elle se fait paranoïaque. En fin de compte, ils apprennent qu'ils ont mal compris la situation et que Perry et Flo envisagent d'ouvrir un camion de cuisine ensemble. Perry explique qu'elle était paranoïaque parce que Flo et elle avaient emprunté 1 600 livres de viande de cafétéria pour le food truck. Guest stars : Maile Flanagan en tant que Principal Perry, Ashlee Füss en Sabrina |                      |                                         |                 |                                              |                             |                             |            |                                       |
| 66 | 20                   | Drôle de Noël                           | Guy Distad      | Ron Rappaport                                | 1er décembre 2014           | 7 février 2015              | 320        | 0.75                                  |
| À Noël, lorsque Chase, Adam et Bree découvrent que leurs nouvelles figurines sont vendues par un jouet en peluche appelé "The Nerble", ils tentent d'améliorer leurs jouets en ajoutant de véritables capacités bioniques. Après les avoir ajoutés, ils décident que les jouets sont trop dangereux pour les enfants et les mettent dans une boîte pour pouvoir être détruits. Pendant ce temps, Tasha organise une collecte de jouets à l'école et collecte des cadeaux. Il lui arrive de trouver les figurines et de les distribuer. Lorsque Chase, Adam et Bree le découvrent, ils se précipitent à l'école et tentent de saisir les personnages. Après avoir détruit la collecte de jouets, ils se réconcilient avec Tasha en laissant les enfants s'amuser avec leurs capacités bioniques. À la maison, Leo et Davenport ont une bataille de boules de neige en utilisant les armes de Davenport qui créent et tirent des boules de neige. Quand Léo ' s arme fonctionne mal et arrête de tirer, il décide d’utiliser son bras bionique pour lancer les boules de neige, mais Grand-mère Rose se présente exactement comme il le fait. Rose se met en colère et appelle Davenport un mauvais père pour avoir permis à son petit-fils de se faire implanter avec la bionique. Leo défend Davenport, qui tente de rattraper Rose en lui offrant un figurine Bree, mais celui-ci explose rapidement. Guest stars : Angel Parker comme Tasha, Telma Hopkins comme Grand-mère Rose |                      |                                         |                 |                                              |                             |                             |            |                                       |
| 67 | 21                   | L'éveil des soldats secrets (partie 1)  | Victor Gonzalez | Hayes Jackson & Chris Peterson & Bryan Moore | 26 janvier 2015             | 14 février 2015             | 321        | 1.01                                  |
| Les sites Internet Gossip commencent à publier de fausses informations sur l'équipe bionique. Leo organise donc une série télévisée de télé-réalité en direct pour les documenter, permettant ainsi aux gens de voir la vérité. Une équipe de tournage les accompagne en direct lors d'une mission au cours de laquelle ils tentent de réparer un transformateur électrique en panne. Cependant, cela se transforme en désastre lorsque Adam, Bree et Chase se disputent le temps passé devant un écran et ne parviennent pas à empêcher une panne de courant à l'échelle nationale, ce qui amène le public à s'interroger sur sa responsabilité et sur la fiabilité de sa confiance. Après la mission, le président ordonne à l'équipe de rester à l'écart du public afin de le laisser arranger les choses. Cependant, des manifestants se sont rassemblés devant la maison de Davenport, exigeant que Chase, Adam et Bree quittent Mission Creek. En essayant de retenir les manifestants, Leo a accidentellement utilisé son bras bionique pour leur tirer dessus des sphères laser. révélant qu'il a aussi des capacités bioniques. Alors que les manifestants deviennent de plus en plus enragés, Adam utilise son souffle exceptionnel pour les expulser des lieux, les blessant de la sorte. Chase critique les actions d'Adam et Chase, Adam et Bree commencent à se battre et décident finalement de dissoudre l'équipe. |                      |                                         |                 |                                              |                             |                             |            |                                       |
| 68 | 22                   | L'éveil des soldats secrets (partie 2)  | Victor Gonzalez | Hayes Jackson & Chris Peterson & Bryan Moore | 26 janvier 2015             | 28 février 2015             | 322        | 1.01                                  |
| Trois semaines plus tard, Chase, Adam et Bree refusent de se parler, mais ils sont forcés d'agir lorsque Krane envisage d'utiliser sa propre version de l'application Triton pour contrôler tout le monde dans le monde, en plus de l'armée bionique qui est sous son contrôle. Leo devient membre officiel de l'équipe et obtient une amélioration de son transfert d'énergie à son bras bionique, lui permettant d'absorber et de dégager de l'énergie. Davenport et Douglas mènent une grande bataille contre Krane et son armée bionique à sa cachette de Junkyard, où il envisage d'utiliser un satellite volé pour transmettre globalement le signal de l'application Triton. La plupart des soldats attaquent Adam et Bree, qui parviennent à les chasser. Leo affronte S-1, tandis que Chase affronte un soldat appelé S-3 et Davenport est blessé par Krane. Alors que le temps s’écoule avant la transmission par satellite, Douglas dit à Chase, Adam et Bree qu’ils peuvent effectuer un mouvement risqué dans lequel ils associent leurs capacités pour arrêter Krane. Ils réussissent, projetant Krane dans le ciel et brisant son contrôle sur les soldats. Cependant, leur victoire est brisée lorsqu'ils découvrent les blessures au combat de Davenport. Après la chirurgie, Davenport reste dans un état délicat. Guest stars : Maile Flanagan en tant que principal Perry, John Eric Bentley en tant que président, Jeremy Kent Jackson en tant que Douglas, Graham Shiels en Krane, Ashley Argota en S-1, Cole Ewing en S-3 Note : Ceci est un épisode spécial en deux parties en France. |                      |                                         |                 |                                              |                             |                             |            |                                       |
| 69 | 23                   | Leo est en danger                       | Guy Distad      | Mark Brazill                                 | 2 février 2015              | 7 mars 2015                 | 323        | N/A                                   |
| Davenport reste dans un état critique après la bataille avec Krane; Leo lui rend visite à l'hôpital. Lorsque la fréquence cardiaque de Davenport baisse, Leo le sauve en utilisant sa capacité de transfert d'énergie pour donner une partie de sa propre énergie à Davenport. Cependant, Leo subit par la suite les effets secondaires du vieillissement accéléré. Pendant ce temps, les anciens soldats bioniques de Krane, qui ont été désactivés de l'application Triton, n'ont plus de mémoire ni nulle part où aller, alors ils suivent Adam chez eux. Chase, Adam et Bree cachent les soldats des autorités dans leur maison car ils ne sont plus méchants. Cependant, le président découvre et essaie de les faire arrêter, les considérant comme une menace en raison de leurs capacités bioniques. Cependant, il change d'avis après avoir vu les soldats transférer une petite quantité de leur propre énergie pour sauver Leo, qui est presque mort de vieillesse. Plus tard, Davenport conclut un accord avec le président pour que les soldats entraînés par Adam, Bree et Chase deviennent des héros bioniques. Les soldats seront formés à l'Académie Bionique de Davenport, située sur une île artificielle à laquelle accéderait lehydroloop un système de transport à grande vitesse. Guest stars : Angel Parker dans Tasha, Cole Ewing dans S-3, John Eric Bentley dans Président, Nicole Pettis dans Agent Reed |                      |                                         |                 |                                              |                             |                             |            |                                       |
| 70 | 24                   | Premier jour à l'académie bionique      | Guy Distad      | Chris Peterson et Bryan Moore                | 3 février 2015              | 14 mars 2015                | 324        | 0,79                                  |
| Davenport ouvre son académie bionique. Comme Leo n’a son bras bionique que depuis six mois, Davenport le classe parmi les étudiants de l’académie et non comme un mentor comme Adam, Bree et Chase. De nouveaux noms sont choisis pour les étudiants, en remplacement de leurs numéros de soldat. Parmi les étudiants se trouve Bob, un garçon inintelligent qui peut léviter et qui a une super force; et Spin, un garçon dont la capacité bionique tourne à grande vitesse. Sebastian, anciennement S-3, n'aime pas le style d'enseignement strict de Chase. Les étudiants portent des vêtements avec des couleurs spécifiques pour indiquer leur niveau d'expérience avec leurs bioniques, et Leo est ennuyé que Davenport continue à avancer Augmente le niveau de couleur. Par frustration, Leo utilise son bras bionique pour percer un trou dans un mur. Quand l'eau commence à s'infiltrer, il apprend que l'île et l'académie sont en train de couler à cause de lui. Léo dit à Davenport que la fuite est la faute de Spin, mais finit par reconnaître sa responsabilité. Chase, Sebastian et d’autres étudiants atteints de kinésithérapie moléculaire s’unissent et utilisent cette capacité pour redonner à l’île une place de choix. Guest stars : Max Charles comme Spin, Brandon Salgado-Telis comme Bob, Cole Ewing comme Sebastian |                      |                                         |                 |                                              |                             |                             |            |                                       |
| 71 | 25                   | Seuls aux commandes                     | Guy Distad      | Ernie Bustamante                             | 4 février 2015              | 21 mars 2015                | 325        | 1.06                                  |
| Alors que Davenport et Tasha célèbrent leur anniversaire à Mission Creek, Adam demande à Bob de faire tout ce qu'il ne peut pas faire quand Davenport est présent. Bob prend l'avion et vole l'avion de Davenport, mais il désactive par inadvertance le pilote automatique et Chase, Adam, Bree et Sebastian travaillent ensemble à l'académie pour le sauver. Adam utilise l'aile à réaction de Davenport pour voler dans l'avion et sauver Bob. Lorsque Adam tente de réactiver le pilote automatique, l'avion commence à tomber. Adam aide Bob à vaincre sa peur des hauteurs en sautant hors du jet; Cependant, Bob prend le parachute d'Adam et Adam saute pour le récupérer. Adam et Bob tombent à travers le plafond de la maison de Davenport alors qu'il finit de préparer un repas anniversaire. Adam avoue qu'il n'était pas un bon mentor, mais Bob dit à Davenport qu'Adam a été utile en renforçant sa confiance en lui. Davenport dit ensuite que son avion peut se poser même sans pilote automatique. Pendant ce temps, Leo invite Janelle sur l’île et essaie de l’impressionner en combattant bioniquement avec Spin, qui remporte la première attaque et assomme Leo. Leo se relève alors et frappe Spin à la jambe, le faisant pleurer. Janelle se fâche contre Leo et prend Spin pour obtenir un smoothie, mais Leo apprend que Spin a simulé la blessure pour que Janelle passe du temps avec lui. Leo essaie de prouver à Janelle que Spin simule la blessure, mais il échoue. Plus tard, Janelle surprend Spin et se rend compte que Leo avait raison. Guest stars : Madison Pettis comme Janelle, Max Charles comme Spin, Brandon Salgado-Telis comme Bob, Cole Ewing comme Sebastian |                      |                                         |                 |                                              |                             |                             |            |                                       |
| 72 | 26                   | Une mission délicate                    | Guy Distad      | Ken Blankstein                               | 5 février 2015              | 25 mars 2015                | 326        | 0.81                                  |
| Spin et Bob tentent une mission non autorisée pour tenter de faire leurs preuves; Cependant, ils finissent tous deux par rester coincés dans les sables mouvants et appellent Leo pour les sauver. Après que Leo les ait sauvés, Davenport décide de faire progresser le classement des couleurs de Leo parmi les étudiants. Pendant ce temps, le principal Perry manque Adam, Bree et Chase. Elle parvient à entrer sur l'île et demande à Davenport un poste à l'académie en tant que responsable de la sécurité. Davenport envoie régulièrement Perry loin de l'île, mais elle continue de chercher des moyens de revenir. Davenport finit par accepter de confier ce poste à Perry, ce qui déplaît à Leo car il ne veut pas d'elle. Pendant ce temps, Chase et Sebastian travaillent à la création d’un simulateur d’entraînement virtuel pour aider à former les nombreux étudiants de l’académie. Cependant, Adam détruisant le simulateur avec son imprudence, Chase et Sebastian en créent un autre. Comme vengeance, Adam fait tester le simulateur et le rend douloureux pour lui. Après que Chase et Sebastian se soient mis d'accord sur le projet de simulateur, ils ont une conversation et Chase révèle à Sebastian comment ils ont dû tuer son créateur, Krane. Plus tard, Sebastian propose à Davenport de faire la démonstration du simulateur de mission. Cependant, Davenport est blessé quand il allume l’ordinateur central du simulateur, puis est soigné pour sa blessure. Davenport et les autres ignorent que Sebastian a modifié l'ordinateur central pour tenter de tuer Davenport, en représailles de Chase, Adam et Bree pour ce qu'ils ont fait à Krane. Guest stars : Maile Flanagan comme Perry, Max Charles comme Spin, Brandon Salgado-Telis comme Bob, Cole Ewing comme Sebastian |                      |                                         |                 |                                              |                             |                             |            |                                       |

### Saison 4:île bionique(2015-2016)
| Num. d'ép. global | Num. d'ép. en saison | Titre                                     | Dirigé par         | Écrit par                                                                             | Date de diffusion originale | Date de diffusion française | Prod. code | Téléspectateurs américains (millions) |
| --- | -------------------- | ----------------------------------------- | ------------------ | ------------------------------------------------------------------------------------- | --------------------------- | --------------------------- | ---------- | ------------------------------------- |
| 73 | 1                    | La rébellion bionique (partie 1)          | Guy Distad         | Chris Peterson & Bryan Moore & Mark Brazill                                           | 18 mars 2015                | 6 mai 2015                  | 403        | 0,86                                  |
| Après avoir formé une amitié, Chase aide secrètement Sebastian à déverrouiller une nouvelle capacité bionique, ignorant le plan de Sebastian visant à tuer Davenport. Quand les armes disparaissent de l'académie, Perry s'inquiète et soupçonne que Sebastian les a prises, mais personne ne la croit. Perry et Davenport se retrouvent pris au piège dans l'hydra-loupe lorsqu’elle s’arrête sur le chemin du continent, les laissant bloqués avec un apport limité en oxygène. Lorsqu'ils se rendent comptent que quelque chose ne va pas, Adam, Bree et Chase verrouillent l'île, emprisonnant Leo, Bob, Spin et d'autres personnes dans la salle de formation. Adam, Bree et Chase apprennent que Sebastian a formé une alliance perverse avec deux autres étudiants. qu'il s'est doté de toutes les capacités bioniques disponibles; et qu'il était responsable de l'arrêt de l'hydra-loupe afin de tuer Davenport pour se venger de la mort de Krane. Après avoir révélé aux étudiants pris au piège ce qui est arrivé à leur créateur, Sebastian et ses alliés ont convaincu les étudiants de rejoindre sa rébellion bionique contre Adam, Bree, Chase et Leo. |                      |                                           |                    |                                                                                       |                             |                             |            |                                       |
| 74 | 2                    | La rébellion bionique (partie 2)          | Guy Distad         | Chris Peterson & Bryan Moore & Mark Brazil                                            | 18 mars 2015                | 13 mai 2015                 | 404        | 0,86                                  |
| Leo convainc Bob et Spin de l'aider à s'échapper de la salle de formation. Adam, Bree, Chase et Leo se battent contre Sebastian et ses deux alliés, avant de les vaincre. Davenport et Perry s'échappent de la boucle hydroélectrique et retournent à l'académie. Ils retirent les puces bioniques des trois rebellés inconscients et les envoient en prison. Davenport réussit à convaincre les étudiants qu'il les protégeait en gardant secrètement leur passé, comme il l'avait fait auparavant avec Adam, Bree et Chase en ce qui concerne leur père Douglas. Guest stars : Maile Flanagan comme Perry, Max Charles comme Spin, Brandon Salgado-Telis comme Bob, Cole Ewing comme Sebastian, Marissa Cuevas comme Lexi Note : Ceci est un épisode spécial en deux parties en France. |                      |                                           |                    |                                                                                       |                             |                             |            |                                       |
| 75 | 3                    | Perdus sur le continent                   | Hal Sparks         | Julia Miranda                                                                         | 25 mars 2015                | 20 mai 2015                 | 401        | 0,64                                  |
| Chase, Adam et Bree se faufilent avec Spin, Bob et plusieurs autres étudiants bioniques pour se rendre dans un restaurant spécialisé sur le continent, laissant Leo les couvrir. Cependant, à leur retour, ils découvrent qu'ils ont laissé Spin et Bob derrière eux. Pendant ce temps, Leo porte son costume de mission sans avoir de mission à accomplir et quand Davenport apprend que c'est parce que cela donne à Leo le sentiment d'être important, son égaux prend le deçu sur lui et il met le costume de mission de Chase. Cependant, tout va mal quand la combinaison de mission de Chase se coince sur Davenport et que lui et Leo tentent par tous les moyens de s'en débarrasser. De retour au restaurant, des voleurs de banque qui venaient de braquer une banque et se font coincer par la police utilisent le restaurant comme cachette. Quand ils découvrent que Spin et Bob sont à l'intérieur, ils essaient de les utiliser comme otages, mais Spin et Bob parviennent à les maîtriser avec leurs pouvoirs bioniques au moment où Chase, Adam et Bree se présentent pour les sauver. Peu de temps après, Leo et Davenport se présentent et Davenport, vêtu de son habit de neige, est mécontent de Chase, Adam et Bree pour avoir emmené les étudiants bioniques en douce. Cependant, Bree se méfie de sa combinaison de neige et utilise sa super vitesse pour l'enlever, découvrant qu'il est toujours dans la combinaison de mission de Chase, ce qui la contrarie. Guest stars : Max Charles comme Spin, Brandon Salgado-Telis comme Bob |                      |                                           |                    |                                                                                       |                             |                             |            |                                       |
| 76 | 4                    | L'île est attaquée                        | Victor Gonzalez    | Ken Blankstein                                                                        | 1er avril 2015              | 27 mai 2015                 | 402        | 0.66                                  |
| Chase, Adam, Bree et Leo découvrent les lieux habités dans un désordre et suspectent immédiatement Kerry Perry, en visite à l'académie. Plus tard, dans la nuit, Perry est attaqué par un mystérieux attaquant. Dans la matinée, Chase remarque des traces de brûlures bioniques sur l'hydra-loupe et soupçonne qu'il y a toujours un rebelle parmi eux depuis le moment où Sebastian a dirigé la rébellion bionique. La nuit suivante, tout le monde est à la recherche de suspects lorsqu'ils entendent des explosions après avoir perdu le contact avec Leo. Peu de temps après, Douglas est attaqué par le mystérieux attaquant bionique et les autres viennent à son secours. Alors que d’autres explosions se produisent, Perry reste avec Douglas tandis que Chase, Adam et Bree poursuivent les recherches. Ils trouvent Leo, qui semble être en transe, et apprennent que c'est Leo qui s'est déchaîné. Douglas et Perry arrivent et Douglas explique que Leo a sombré dans le somnambulisme parce que ses bioniques ont été saccadés depuis qu’il n’a jamais eu de cabine pour garder son bras bionique sous contrôle. Plus tard, Douglas crée une petite cabine pour le bras de Leo afin de mettre fin à ses problèmes de pouvoirs bioniques. Guest stars : Maile Flanagan comme Perry, Jeremy Kent Jackson comme Douglas, Grace Kaufman comme Kerry Perry Absent : Hal Sparks comme Davenport |                      |                                           |                    |                                                                                       |                             |                             |            |                                       |
| 77 | 5                    | Chien bionique                            | Guy Distad         | Mark Brazill                                                                          | 8 avril 2015                | 3 juin 2015                 | 412        | 0,79                                  |
| Adam ramène un chien sur l'île et Douglas révèle que c'est Otis, son vieux chien qui a vécu avec lui et Krane. Douglas a rendu Otis bionique pour sauver sa vie après avoir été blessé. Chase s'avère être allergique aux chiens alors qu'il commence à éternuer. Douglas dit donc qu'Otis doit partir, mais lui et Adam cachent le chien. Pendant ce temps, Bree commence à s’inquiéter lorsque Leo tombe amoureux de son nouvel assistant d’application pour smartphone, Shelley. Lorsque Leo part, Bree tente de supprimer Shelley, mais modifie accidentellement les paramètres de Shelley à Liam et est rapidement séduit par lui. Leo est fâché quand il apprend ce que Bree a fait. Ailleurs, Chase et Douglas apprennent que Krane a fait reprogrammer Otis pour qu'il tue Douglas après avoir trahi Krane. Chase apprend qu'en plus de la vision thermique et de la super force, Otis dispose également d'une application de substitution. Otis utilise l'application pour contrôler Adam et lui faire agir comme un chien, afin de l'aider à remplir sa mission de tuer Douglas. Finalement, Douglas parvient à extraire la puce bionique d'Otis et lui trouve plus tard une nouvelle maison. Avant qu'Otis ne parte, Bree et Leo se disputent encore au sujet du téléphone et le lâchent accidentellement. Ils perdent tout intérêt après qu'Otis ait fait pipi dessus. Star invité : Jeremy Kent Jackson comme Douglas Absent : Hal Sparks comme Davenport |                      |                                           |                    |                                                                                       |                             |                             |            |                                       |
| 78 | 6                    | Leo fait sa publicité                     | Jody Margolin Hahn | Hayes Jackson                                                                         | 15 avril 2015               | 10 juin 2015                | 405        | 0,59                                  |
| Bien que Leo fasse partie de l'équipe bionique, il est mécontent du manque de reconnaissance du public. Plus tard, Chase, Adam et Bree sont bouleversés et submergés par un afflux soudain de missions, dont beaucoup ne se révèlent pas être des urgences. Ils apprennent que Leo, cherchant à être reconnu, a lancé un service de secours bionique appelé Bionic Superhumans de Leo Dooley. Pendant ce temps, Douglas est chargé de développer de nouvelles technologies pour l’académie. Cependant, ses inventions finissent par être dangereuses pour les étudiants, en raison de son manque d'expérience à essayer d'aider les gens plutôt que de leur faire du mal. Parmi ses idées, il y a une chaise détectant les mensonges qui fait tourner une personne rapidement si elle ment. Chase, qui reçoit des alertes de mission dans tout le pays, décide de ne pas y aller car au moins la moitié des alertes ne sont pas des urgences. Leo sent qu'il doit tenir ses promesses et sauver les gens, alors il part en mission seul. Arrivé sur le site de la mission, Leo trouve un hélicoptère rempli de personnes qui est sur le point de tomber par-dessus un bâtiment. Utilisant sa super force, il tente de ramener l'hélicoptère vers le bas, mais il est trop lourd. Adam, Bree et Chase arrivent finalement pour aider Leo et sauver les occupants de l'hélicoptère. Lorsque Bree reste coincée dans l'hélicoptère, Leo la sauve avant qu'elle ne survole le bâtiment. Il se rend ensuite compte que les missions consistent à sauver des vies plutôt qu’à acquérir une renommée. Plus tard, Douglas utilise la technologie du fauteuil de détection de mensonges pour indiquer si les alertes de mission sont réelles ou non. Guest stars : Jeremy Kent Jackson comme Douglas, Max Charles comme Spin, Brandon Salgado-Telis comme Bob Absent : Hal Sparks comme Davenport |                      |                                           |                    |                                                                                       |                             |                             |            |                                       |
| 79 | 7                    | Manipulations cérébrales                  | Victor Gonzalez    | Greg Schaffer                                                                         | 22 avril 2015               | 17 juin 2015                | 406        | 0,50                                  |
| Chase et Adam dirigent chacun leur propre groupe d'étudiants dans la série d'exercices simulés de Davenport visant à évaluer les performances des élèves et des mentors. Cependant, après que le groupe de Chase ait échoué à vaincre la poursuite en exosquelette et à désamorcer une bombe virtuelle, Chase décide de trouver un moyen de tricher et de gagner.Il essaie d'utiliser son application de substitution pour que son groupe fasse ce qu'il pense. Cependant, cela fonctionne mal et ils reflètent ce que fait Chase à la place. Sans avoir le temps de le réparer, le troisième test commence. Le test est un labyrinthe virtuel que les étudiants doivent faire seul. Tout en regardant les progrès des élèves à l'écran, Chase imite le labyrinthe, affirmant que c'est sa danse de la chance. L'équipe de Chase gagne, mais Adam expose la triche de Chase.Davenport discipline Chase en confiant à Adam le contrôle de Chase via l’application Override, qu'Adam utilise pour faire mal à Chase. Pendant ce temps, Leo, qui vit dans les quartiers des mentors avec Adam, Bree et Chase, se réveille pour trouver le quartier en désordre. Après avoir nettoyé pendant six heures, il blâme Chase et Adam. Cependant, quand il trouve à nouveau que les quartiers sont en désordre, il regarde les images de la sécurité et se rend compte que Bree est en train de désorganiser ses quartiers. Bree dit qu'elle voulait juste se laisser aller parce qu'elle avait une certaine liberté. À la grande consternation de Davenport, ils décident d’utiliser l’exosquelette comme produit de nettoyage. |                      |                                           |                    |                                                                                       |                             |                             |            |                                       |
| 80 | 8                    | Un héros au repos                         | Victor Gonzalez    | Steve Joe                                                                             | 1er juillet 2015            | 5 septembre 2015            | 408        | 0,33                                  |
| Tasha se rend sur l'île après que la cheville de Leo ait été tordue en mission et elle est bouleversée lorsqu'elle se rend compte de la nature souvent dangereuse des missions de l'équipe. Tasha interdit à Léo de partir en mission jusqu'à ce que sa cheville soit complètement guérie. Cependant, Leo la désobéit et part pour une autre mission avec l'équipe, mais il est à nouveau blessé. Lorsque Tasha le découvre, elle renvoie Leo à l'équipe pour des raisons de sécurité et lui annonce qu'il retourne à Mission Creek avec elle. Pendant ce temps, Caitlin arrive sur l'île après avoir harcelé Tasha pour savoir où se trouvent Adam, Bree et Chase. Bree permet à Caitlin de rester, mais Bob est immédiatement attiré par elle et oublie son béguin pour Bree. Bien que Bree n'aime pas Bob, elle devient jalouse que Bob aime maintenant Caitlin. Finalement, Bree se bat avec Caitlin au-dessus de Bob et la fait quitter l'île. Dans la salle d’entraînement, Leo élabore un plan dans lequel il va sauver sa mère d’une grande boule en métal qu’il a installée afin de la convaincre qu’il est suffisamment capable de partir en mission. Cependant, elle réalise ce que Leo fait et déjoue le plan. Plus tard, une tempête de catégorie cinq s’est abattue sur l’île, mais Tasha pense que c’est un autre des plans de Leo et qu’elle est presque emportée par des vents de 130 km/h. Leo sauve Tasha et elle est convaincue qu'il est nécessaire dans l'équipe. Guest stars : Angel Parker comme Tasha, Brandon Salgado-Telis comme Bob, Michaela Carrozzo comme Caitlin Absent : Hal Sparks comme Davenport |                      |                                           |                    |                                                                                       |                             |                             |            |                                       |
| 81 | 9                    | L'Araignée de mer                         | Hal Sparks         | Julia Miranda                                                                         | 8 juillet 2015              | 12 septembre 2015           | 409        | 0,50                                  |
| Adam découvre une araignée de mer préhistorique fossilisée. Chase et Douglas décident de la ramener à la vie, mais Léo se sent abandonné quand ils ne lui permettent pas de l'aider, car il ne connaît pas la biologie. Après la création de l'araignée, Leo ouvre secrètement la cage pour la regarder, mais ne parvient pas à la fermer complètement. L'araignée s'échappe et pique Adam, ce qui l'empoisonne. Pour créer un antidote, les autres doivent récupérer le venin de l'araignée afin qu'ils puissent le rechercher. Afin de donner à l'araignée un avantage pour éviter de s'éteindre à nouveau, Douglas lui a donné des hormones de croissance, malgré l'opposition de Chase à cette idée. Le groupe est surpris quand ils découvrent que l'araignée a atteint une hauteur de 15 mètres. Bree perce le sac de venin de l'araignée avec un harponet et Douglas récupère le venin. L'araignée bascule dans l'océan et Adam est ensuite guéri. Star invité : Jeremy Kent Jackson comme Douglas Absent : Hal Sparks comme Davenport |                      |                                           |                    |                                                                                       |                             |                             |            |                                       |
| 82 | 10                   | Spike contre Spikette                     | Victor Gonzalez    | Jason Dorris                                                                          | 15 juillet 2015             | 19 septembre 2015           | 407        | 0,69                                  |
| Douglas découvre qu'il existe une élève nommée Kate avec l'application Commando. Chase tente d'activer son application Commando, nommée Spikette par Douglas, pour qu'il puisse la rechercher. Cependant, les tentatives de Chase pour aggraver Kate et déclencher l'application Commando échouent. Lorsqu'il commence à se battre avec Adam, elle active son application Commando et pense que Chase est son bébé. Chase se rend compte que son appli Commando est déclenchée par un instinct maternel de le protéger. Lorsque Spikette devient destructeur, Bree force Chase à activer son appli Commando et à devenir Spike en l'embarrassant afin qu'il puisse se battre. Cependant, il fait plutôt équipe avec Spikette et refuse de la combattre car c'est une femme. Pendant ce temps, Adam et Leo ont envoyé un drone pour ramasser une pizza du continent, mais cela a aussi amené un jeune garçon du nom de Reggie, qui a saisi l'appareil. Reggie refuse d’abord de partir avant de rencontrer Spikette, qui essaie de s’occuper de lui. Douglas donne à Bree une application Commando et elle et Spikette commencent à se battre. Bree gagne et Douglas extrait la puce de Kate. Chase s'excuse auprès de Kate et découvre que Douglas a remplacé son appli Commando par des cris soniques. Guest stars : Jeremy Kent Jackson comme Douglas, Liana Ramirez comme Kate, Mar Mar comme Reggie Absent : Hal Sparks comme Davenport |                      |                                           |                    |                                                                                       |                             |                             |            |                                       |
| 83 | 11                   | Bio-Teens vs. Mighty Med                  | Rich Correll       | Téléplay de : Mark Brazill et Vincent Brown Récit de : Clayton Sakoda & Ian Weinreich | 22 juillet 2015             | 26 septembre 2015           | 415        | 1,07                                  |
| Chase et Davenport ont inventé une nouvelle technologie, un transpondeur d’énergie, capable de capter l’énergie de n’importe quel environnement. Chase estime qu'il ne reçoit pas sa part de projecteurs lorsque Davenport vend le produit sans son autorisation. Pendant ce temps, Kaz et Oliver, les docteurs des super-héros vont à l'académie bionique, Kaz espérant gagner des pouvoirs de super-héros. Chase décide de passer un accord avec une autre société lorsque son PDG vient acheter le transpondeur. Cette personne s’avère être un méchant appelé l’Incapacitator, qui vole le produit pour son propre usage, pour devenir la personne la plus puissante du monde. Chase, Adam, Bree et Leo découvrent que Kaz et Oliver ne sont pas des étudiants bioniques. Puis Tecton, Gamma Girl et Grey Granite arrivent quand ils découvrent que l’incapacitor est là. Chase, Adam, Bree et Leo découvrent plus tard que Kaz, Oliver et les autres sont de véritables super-héros. Dans les quartiers des mentors, l'Incapacitator explose et blesse Chase, le rendant inconscient. |                      |                                           |                    |                                                                                       |                             |                             |            |                                       |
| 83 (Hors série) | 11 (Hors série)      | Bio-Teens vs. Mighty Med                  | Rich Correll       | Téléplay de : Mark Brazill et Vincent Brown Récit de : Clayton Sakoda & Ian Weinreich | 22 juillet 2015             | 3 octobre 2015              | 415        | 1,07                                  |
| Adam, Bree, Leo, Kaz et Oliver emmènent Chase à l’hôpital des super-héros Mighty Med pour un traitement. Kaz échange partiellement le cerveau avec Chase pour utiliser son intellect et comprendre comment le traiter. La blessure de Chase a créé un virus matériel dans sa puce bionique, générant de l'énergie plutonique. Il est stable pour le moment, mais si sa tension artérielle est trop élevée, il va exploser. Pendant ce temps, les autres vont à la recherche de l'incapacitator, et Skylar tente de se plonger dans le roman que Bree et Oliver forment. L’équipe trouve l’incapacitateur auTour Eiffel à Las Vegas, où Kaz et Chase les rejoignent. Kaz trompe l'incapacitator pour absorber le virus de Chase et l'incapacitator explose. Chase et Kaz inversent les cerveaux et Bree cesse de plaire à Oliver dès qu'elle se rend compte qu'il ressemble à Chase. Adam, Bree, Chase et Leo quittent ensuite Mighty Med pour rentrer chez eux. Mettant en vedette : Bradley Steven Perry, Jake Short, Paris Berelc Guest stars : Jilon Vanover comme Tecton, Damion Poitier comme Incapacitor, Carlos Lacámara comme Horace Remarque : Ceci est un épisode spécial en deux parties en France dont la deuxième est hors série. Ces deux épisodes sont combinés pour les Bio-Teens et Mighty Med |                      |                                           |                    |                                                                                       |                             |                             |            |                                       |
| 84 | 12                   | Ascenseur Spatial                         | Hal Sparks         | Jonah Kuehner                                                                         | 29 juillet 2015             | 10 octobre 2015             | 414        | 0,64                                  |
| Davenport confie à son principal scientifique, le Dr Ryan, le travail sur le premier ascenseur spatial au monde, qui se déplace le long d’une corde et peut amener les occupants jusqu’aux stations spatiales. Chase travaille sur le projet d'ascenseur spatial depuis des années et est contrarié par la décision de Davenport de le confier à quelqu'un d'autre, tandis que Chase joue le rôle de mentor pour les étudiants de l'académie. Davenport décide d'assigner Chase en tant qu'assistant du Dr Ryan, ce qui le contrarie davantage, car il pense qu'il devrait être en charge. Le Dr Ryan et Chase s’agacent en essayant de prouver leur intelligence les uns aux autres. Le jour du lancement, Chase effectue une analyse bionique de l'ascenseur et trouve un défaut majeur sur le système de freinage de l'ascenseur. Chase décide de garder cela secret pour que le Dr Ryan soit retiré du projet en cas d'échec du test d'ascenseur. cependant, Davenport décide de ne pas utiliser le mannequin de test et déclare qu'il devrait tester lui-même l'ascenseur spatial. Après avoir échoué à arrêter Davenport, Chase informe le Dr Ryan de la faille et les deux travaillent ensemble pour ramener Davenport en toute sécurité sur le terrain. En travaillant ensemble, ils inversent la polarité des aimants qui propulsent l'ascenseur et celui-ci commence à descendre dix fois plus vite. Leo utilise sa force bionique pour empêcher l'ascenseur de heurter le sol, mais il se rend ensuite compte que Davenport a déjà utilisé un parachute pour s'échapper. Lorsque Leo essaie de s'échapper en prenant l'ascenseur, celui-ci tombe et lui écrase la jambe. En raison de la blessure importante, Davenport donne à Leo une jambe bionique. Guest stars : Maile Flanagan comme Perry, Brandon Salgado-Telis comme Bob, Mark Saul comme Dr Ryan |                      |                                           |                    |                                                                                       |                             |                             |            |                                       |
| 85 | 13                   | Les Bio-Teens font leur cinéma (partie 1) | Victor Gonzalez    | Hayes Jackson et Ken Blankstein                                                       | 5 août 2015                 | 17 octobre 2015             | 410        | 0,97                                  |
| Au studio de cinéma, Bree découvre le plan de Giselle et Troy. Pendant le tournage, Bree arrête Troy avant qu'il ne puisse tirer un pistolet blaster sur Chase, Adam, Leo et Douglas. Bree explique à tout le monde que Giselle ne les a attirés que sur le plateau pour les tuer. Giselle leur explique ensuite qu'elle avait prévu de dévoiler ses androïdes jusqu'à ce que Chase, Adam et Bree soient connus du grand public en tant qu'êtres humains bioniques, ce qui lui volerait l'attention des androïdes. Giselle révèle également que tous les membres de son équipe de tournage sont des androïdes, y compris Troy. Avec les schémas de Chase, elle prévoit de leur donner une intelligence supérieure. Cependant, Bree et son équipe ont l'ordinateur portable de Giselle avec les schémas, et Chase et Douglas déclenchent un virus sur celui de Giselle. Au cours d'une bataille entre les androïdes et les autres, Troy assomme Chase inconscient et l'emporte, alors que Giselle envisage de déchirer sa puce bionique pour apprendre à mettre en œuvre son intelligence dans les androïdes. Le décor du film a été monté pour exploser. |                      |                                           |                    |                                                                                       |                             |                             |            |                                       |
| 86 | 14                   | Les Bio-Teens font leur cinéma (partie 2) | Victor Gonzalez    | Hayes Jackson et Ken Blankstein                                                       | 5 août 2015                 | 24 octobre 2015             | 411        | 0,97                                  |
| Adam, Bree, Leo et Douglas s’échappent. Dans le laboratoire de Giselle, elle dit à Chase que Troy est un ancien modèle androïde et qu'elle a créé une version plus récente capable de prendre n'importe quelle apparence. En apprenant où se trouve Chase, Adam et Bree vont le secourir. Pendant ce temps, un androïde attaque l'académie et Leo et Douglas restent sur place pour l'arrêter. Au labo, Adam et Bree combattent Troy tandis qu'un androïde tente de déchirer la puce de Chase. Après avoir assommé Troy et Giselle, Adam et Bree rejoignent Chase aux côtés de Chase, mais il est trop tard. Giselle arrive et s'excuse moqueusement, mais Chase apparaît et révèle qu'il est en vie, tandis que la version décédée est une réplique androïde qu'il a mise en place pour duper Giselle. Elle libère d'autres androïdes, mais Leo et Douglas arrivent et les détruisent rapidement. Troy se réveille et menace Giselle parce qu'elle envisageait de le remplacer par un nouveau modèle Android. Avec elle à l'écart, il prévoit non seulement de détruire les humains bioniques, mais également tous les humains. Il assomme Giselle et prend Bree en otage, mais elle parvient à le plonger dans un évier d'eau qui le court-circuite. Giselle parvient à s'échapper et récupère plus tard les restes de Marcus dans les décombres de l'ancien repaire de Douglas. Star invité spécial : Leo Howard comme Troy West Guest stars : Jeremy Kent Jackson comme Douglas, Jessalyn Wanlim comme Giselle Absent : Hal Sparks comme Davenport Note : Ceci est un épisode spécial en deux parties en France. |                      |                                           |                    |                                                                                       |                             |                             |            |                                       |
| 87 | 15                   | Danger virus                              | Guy Distad         | Julia Miranda                                                                         | 12 août 2015                | 7 novembre 2015             | 416        | 0,58                                  |
| Alors que Leo est à Mission Creek pour voir Janelle, S-1 arrive à l’académie de manière inattendue. Comme les autres étudiants, sa mémoire est vide, mais elle a eu des maux de tête ainsi que des flashbacks de Krane. Chase et Douglas acceptent de l'aider et ils apprennent qu'elle est infectée par le virus de la fin des jours parce qu'elle était sous l'influence de l'application Triton de Krane. Chase se rend compte que lui, Adam, Bree et les étudiants sont également infectés par le virus du destin catastrophique de Krane. Chase et Douglas essaient de trouver un moyen de sauver tout le monde avant leur mort; ils croient que la solution au virus se trouve quelque part dans la mémoire de S-1. Leo retourne sur l'île et attaque S-1 en la voyant, pensant qu'elle constitue toujours une menace. Il l'assomme inconsciente, mettant par hasard la vie des autres en danger. Avant de mourir, Adam et Bree ont l'intention de faire des choses qu'ils n'avaient jamais faites auparavant. Adam veut battre le record du monde de soufflage avec le plus grand nombre de ballons avec sa capacité pulmonaire pressurisée, tandis que Bree veut organiser une fête avec tous ses amis de Mission Creek. Bree se rend compte qu'elle a fait une faute de frappe dans son invitation à une fête, ce qui laisse penser à ses amis qu'elle organise une fête sans eux parce qu'elle ne les aime pas. Pour encourager Bree, Adam invite des inconnus du quai à assister à sa fête. Bree souhaite toujours que ses amis viennent, mais elle est heureuse de savoir qu'elle a un frère qui se soucie de lui. Lorsque S-1 se réveille, Chase et Douglas tentent de lui rappeler tout ce qui pourrait mettre fin au virus, mais leur plan échoue. Chase élabore un nouveau plan pour que les personnes infectées meurent brièvement du fait de son propre virus, ce qui permet de stopper le virus de Krane. Douglas désinstalle alors le virus de Chase à temps pour le faire revivre. Par la suite, Leo et Taylor, le nouveau nom de S-1, deviennent amis. Guest stars : Jeremy Kent Jackson comme Douglas, Ashley Argota comme S-1 ou Taylor Absent : Hal Sparks comme Davenport |                      |                                           |                    |                                                                                       |                             |                             |            |                                       |
| 88 | 16                   | Bob zombie                                | Guy Distad         | Hayes Jackson                                                                         | 30 septembre 2015           | 14 novembre 2015            | 417        | 0,46                                  |
| Douglas crée un dispositif qui rend tout être humain bionique aussi intelligent que Chase. Douglas le teste sur Bob, qui commence alors à passer du temps avec Chase, ce qui contrarie Adam car lui et Bob ne partagent plus les mêmes intérêts. Douglas donne la super intelligence au reste des étudiants, mais quand Adam tente de restaurer Bob, il donne accidentellement à tous les étudiants l'intelligence des animaux de la ferme, les réduisant ainsi à des zombies insensés qui errent sans but. Douglas finit par rendre aux étudiants leur personnalité d'origine et est convaincu qu'il est préférable de ne pas augmenter leur intelligence, car cela altère également leur personnalité et leurs intérêts. Pendant ce temps, Perry apprend que l'île n'a jamais été enregistrée en tant que pays. Elle l'enregistre donc comme sa propre île, connue sous le nom de Perryland, avec elle comme dictateur. Pour regagner l'île, le groupe organise un mariage entre Perry et son béguin pour Douglas. Leo demande à Perry de signer une licence de mariage, mais il s’agit en réalité d’un document abandonnant sa propriété aux Davenports. Guest stars : Maile Flanagan comme Perry, Jeremy Kent Jackson comme Douglas, Brandon Salgado-Telis comme Bob Absent : Hal Sparks comme Davenport |                      |                                           |                    |                                                                                       |                             |                             |            |                                       |
| 89 | 17                   | Eddy l'humanoïde                          | Victor Gonzalez    | Greg Schaffer                                                                         | 14 octobre 2015             | 21 novembre 2015            | 419        | 0,38                                  |
| Perry est surchargé de travail en tant que responsable de la sécurité pour l'île. Davenport lui donne un partenaire en installant Eddy dans un corps humain synthétique pour l'aider. Davenport a remplacé la personnalité irrespectueuse d'Eddy pour le rendre plus agréable. Cependant, Perry n'aime pas le nouvel Eddy et rétablit son ancienne personnalité, après quoi il tente de nuire aux étudiants. Leo et Bree informent Davenport du changement de personnalité d'Eddy, mais il pense initialement qu'ils mentent. Davenport apprend plus tard la vérité et Perry et Eddy se battent l'un contre l'autre. Elle utilise finalement une arme pour faire exploser son nouveau corps. Eddy est ensuite restauré à son ancien emplacement sur un moniteur mural. Pendant ce temps, Chase est éligible pour occuper un poste au sein d'un comité du groupe de travail sur l'environnement, mais doit d'abord passer une interview avec le président américain. qui vient sur l'île avec les membres du comité pour mener l'entretien. Le président et son équipe s'ennuient de l'intellect de Chase et décident de donner à Adam une chance d'obtenir le poste à la place. Cependant, ils se rendent vite compte que Chase est la meilleure personne pour le poste. Chase décide de quitter son poste après qu'Adam ait révélé qu'il lui manquerait et qu'il ne voulait pas qu'il parte. Chase se rend compte qu'il a déjà l'emploi de ses rêves à l'académie. Star invité spécial : Will Forte comme Eddy Guest stars : Maile Flanagan comme Perry, John Eric Bentley comme président |                      |                                           |                    |                                                                                       |                             |                             |            |                                       |
| 90 | 18                   | La Malédiction du crâne noir              | Victor Gonzalez    | Loni Steele Sosthand                                                                  | 21 octobre 2015             | 28 novembre 2015            | 420        | 0,50                                  |
| Pendant que Davenport emmène les élèves au Davenport Birthplace Museum, Bob reste sur place et Adam lui apprend l’Halloween. Pendant ce temps, malgré l'objection de Douglas, Perry se rend sur une île voisine pleine d'animaux dangereux pour chercher des objets avec son détecteur de métal. Leo, Bree et Chase l'accompagnent. Perry découvre un crâne en métal et le ramène secrètement à l'académie, malgré les demandes antérieures de Bree et Chase de le remettre là où elle l'a trouvé. Perry tente de vendre le crâne en ligne, mais lorsque les autres le voient, Chase décide de le ramener sur l'autre île. Bree, Leo et Perry subissent plusieurs accidents presque fatals et deviennent convaincus que le crâne les a maudits. Ils apprennent par la suite que les accidents ont été causés par Chase, qui est devenu mal du crâne. Bree ramène le crâne vers l'autre île. Douglas retourne à l'académie et apprend la situation, expliquant que Chase a en fait été infecté par un virus qui affecte toute personne touchant le crâne. Il dit qu'il avait précédemment utilisé le crâne comme presse-papiers jusqu'à ce qu'il ait renversé un virus et décide finalement de l'enterrer sur l'autre île. Perry n'était pas infectée parce qu'elle portait des gants. Bree retourne sur l'île avec l'infection et tente de faire du mal aux autres avec Chase. Leo se rend compte qu'ils peuvent injecter les nanobots de Davenport pour éliminer le virus de Chase et Bree. Adam fait semblant d'être infecté par le virus afin de pouvoir s'approcher suffisamment pour injecter Chase et Bree, les soignant ainsi. Guest stars : Maile Flanagan comme Perry, Jeremy Kent Jackson comme Douglas, Brandon Salgado-Telis comme Bob Absent : Hal Sparks comme Davenport |                      |                                           |                    |                                                                                       |                             |                             |            |                                       |
| 91 | 19                   | Famille en danger (partie 1)              | Victor Gonzales    | Hayes Jackson et Greg Schaffer                                                        | 11 novembre 2015            | 5 décembre 2015             | 421        | 0,61                                  |
| Davenport a déclaré au groupe que le président avait décidé d'organiser une cérémonie de remise des prix, car ils avaient achevé leur millième mission. Bien que Leo n'ait pas participé à toutes les missions, il souhaite être reconnu, mais il est contrarié d'apprendre que la cérémonie est réservée à Adam, Bree et Chase. Déçu, Leo forme sa propre équipe avec S-1, qui s'appelle désormais Taylor, et un étudiant nommé Logan. Leo démontre à Chase, Adam et Bree que Taylor et lui peuvent fusionner leurs capacités de sphère laser pour former une attaque par impulsions électromagnétiques capable de supprimer toute source d'alimentation. Chase exige qu'ils arrêtent la manifestation lorsque Taylor est submergé par leur pouvoir, mais Leo continue, dans l'espoir d'impressionner les autres. L'explosion qui en résulte devient trop difficile pour Taylor et l'incapacité. Bien qu'elle se rétablisse, l'explosion l'a laissée aveugle en permanence. Se sentant coupable de ce qu'il a fait, Leo quitte l'académie et retourne à Mission Creek pour vivre avec Tasha. |                      |                                           |                    |                                                                                       |                             |                             |            |                                       |
| 92 | 20                   | Famille en danger (partie 2)              | Victor Gonzales    | Hayes Jackson et Greg Schaffer                                                        | 11 novembre 2015            | 12 décembre 2015            | 422        | 0,61                                  |
| Pendant ce temps, Davenport a la possibilité de construire une limousine indestructible pour le président. Douglas et Adam aident à perfectionner la conception de la limousine pour une sécurité maximale contre toute menace. Douglas a également inventé un gadget qui permet à Taylor repérer pour détecter les obstacles sur son chemin, et elle a continué sa formation. Plus tard, les Davenports sont dans la limousine sur le continent, en route pour la cérémonie de remise des prix. Ils franchissent un grand pont qui commence à s’effondrer après qu’un navire de transport s’y écrase. Lorsque la limousine flotte au-dessus du pont, elle se verrouille en raison de sa conception, emprisonnant ainsi tout le monde à l'intérieur. Taylor et Logan apprennent le désastre du pont et envoient les autres étudiants sortir pour secourir les personnes présentes sur le pont, marquant ainsi leur première mission. Taylor et Logan demandent également à Leo de l'aider. il accepte et est surpris d'apprendre que Taylor n'est pas fâché contre lui après l'accident qui l'a aveuglée. Sur le pont, Leo et Taylor, avec l'aide de Logan, utilisent leur attaque par impulsions électromagnétiques pour désactiver la fonction de verrouillage de la limousine, permettant aux autres de s'échapper par le toit ouvrant. Tout le monde s'échappe sauf Chase, qui a du mal à sortir. Leo demande aux autres d'évacuer pendant qu'il sauve Chase. Plus tard, Davenport décide de faire de Leo un mentor, car il s’est révélé être un leader. Guest stars : Jeremy Kent Jackson comme Douglas, Ashley Argota comme Taylor, John Eric Bentley comme président, Emery Kelly comme Logan Note : Ceci est un épisode spécial en deux parties en France. |                      |                                           |                    |                                                                                       |                             |                             |            |                                       |
| 93 | 21                   | Le match du siècle                        | Guy Distad         | Greg Schaffer                                                                         | 2 décembre 2015             | 19 décembre 2015            | 413        | 0,40                                  |
| Tasha arrive sur l'île, informant tout le monde qu'elle a des billets pour un grand match de football à Mission Creek. Perry arrive alors, déclarant qu'elle tente d'obtenir un ticket depuis des semaines, mais que le jeu a été vendu. Tasha ment quand Perry lui demande si elle a des billets. Avant le match, Perry découvre la vérité et devient furieux. Perry acquiert et détruit les billets, alors Leo, Davenport et Tasha lui font concurrence pour remporter de nouveaux billets dans le challenge ultime, un événement organisé par le champion du Super Bowl, Willie McGinest., qui juge la nourriture préparée par les équipes à partir de leurs véhicules. Pendant ce temps, Bree côtoie des étudiants en dehors du stade et utilise sa bionique pour les impressionner. Cependant, Chase lui dit de ne pas le faire, croyant qu'elle est superficielle. Plus tard, il finit par utiliser sa propre bionique pour impressionner les étudiants, rendant Bree bouleversée et jalouse. Sur l'île, Adam et Bob créent une émission Web sur les objets de rupture, mais ils détruisent accidentellement les cabines tout en utilisant leur force incroyable pour jouer au catch avec une table basse. Ils finissent par fixer les cabines, mais sont ensuite capturés. Guest stars : Angel Parker comme Tasha, Maile Flanagan comme Perry, Brandon Salgado-Telis comme Bob, Willie McGinest comme Willie McGinest |                      |                                           |                    |                                                                                       |                             |                             |            |                                       |
| 94 | 22                   | La famille s'agrandit                     | Victor Gonzalez    | Ken Blankstein                                                                        | 13 janvier 2016             | 27 février 2015             | 418        | 0,41                                  |
| Douglas révèle qu'il existe un quatrième enfant bionique nommé Daniel, frère de Adam, Bree et Chase. Douglas dit que Daniel mène une vie normale dans une famille d’adoption, mais il vient de découvrir que Douglas était son père et il souhaite maintenant se rencontrer. Daniel ignore qu'il est bionique, ses capacités n'ayant jamais été activées car il n'avait pas de capsule. Douglas accepte de laisser Daniel visiter l'académie, mais il ment à Daniel en affirmant que Chase, Adam, Bree et Leo sont ses cousins et que Davenport est son oncle, afin de garder le secret de la bionique de Daniel. Daniel a d'abord noué des liens avec Douglas, mais ses bioniques ont été activés par inadvertance plus tard, après avoir posé pour une photo dans l'une des capsules. Lorsque Davenport et Douglas apprennent que les bioniques de Daniel ont été activés, ils disent la vérité à Daniel. Douglas dit à Daniel qu'il a la capacité de reproduire n'importe quelle capacité bionique en touchant une autre personne bionique. Daniel découvre également que ses cousins sont en réalité ses frères et sœurs biologiques. Plein de colère après le mensonge de Douglas, Daniel va prendre l'air sur la plage, où il discute avec Douglas. Plus tard, Daniel, utilisant les capacités de Leo, provoque accidentellement une fuite dans le réservoir de carburant de l'hydro-boucle, qui menace de faire sauter l'île. Adam utilise sa capacité pulmonaire accrue pour geler le réservoir, mais il échoue. Daniel réplique donc ses capacités et ils s'associent. Après avoir gelé le tank, Douglas s'excuse auprès de Daniel pour avoir menti et Daniel décide de donner une seconde chance à Douglas. Guest stars : Jeremy Kent Jackson comme Douglas, Pearce Joza comme Daniel |                      |                                           |                    |                                                                                       |                             |                             |            |                                       |
| 95 | 23                   | Davenportia (partie 1)                    | Victor Gonzalez    | Chris Peterson et Bryan Moore                                                         | 20 janvier 2016             | 5 mars 2016                 | 424        | 0,64                                  |
| Davenport emmène Tasha et le reste de la famille à Davenportia, sa nouvelle colonie spatiale en forme de dôme située sur une planète qu'il a découverte. À leur arrivée, ils apprennent que Perry vit à Davenportia après s’être introduite en tant que colons. Lorsque Davenportia perd le contact avec la Terre, Chase, Adam et Bree se dirigent vers un navire pour réparer le satellite de communication. Dans l'espace, Chase se rend compte que le satellite va bien et que quelqu'un a interrompu les communications depuis Davenportia. Tandis que Chase retourne à bord du navire, son avion à réaction fonctionne mal et le renvoie dans l’espace. Perry, qui s'est glissé à bord du navire, prend le contrôle et amène l'équipage sur une planète déserte, où ils sauvent Chase. Pendant ce temps, à Davenportia, un trou perforé dans le dôme commence à aspirer l'oxygène de la colonie; Leo et Davenport travaillent ensemble pour sceller le trou, et Perry et les autres reviennent ensuite. Krane émerge et se révèle être la cause des problèmes de Davenportia. |                      |                                           |                    |                                                                                       |                             |                             |            |                                       |
| 96 | 24                   | Davenportia (partie 2)                    | Victor Gonzalez    | Chris Peterson et Bryan Moore                                                         | 20 janvier 2016             | 12 mars 2016                | 425        | 0,64                                  |
| Après l'attaque censée l'avoir tué, Krane a été obligé de porter un masque spécial qui l'aide à respirer. Avec l'aide de son nouveau partenaire, le Dr Gao, Krane a l'intention d'implanter de la bionique liquide dans les colons et de les transformer en son armée bionique. Davenport, Tasha et les colons sont placés sous contrôle mental grâce à l’application Triton. Chase, Adam, Bree et Leo combattent le Dr Gao, qui est également bionique. Leo détruit la bionique liquide de Gao et Bree enlève le masque de Krane, tandis que Gao parvient à s'échapper. Leo tire un trou dans le dôme pour détruire Davenportia et déjouer les plans de l'armée bionique. Leo et les autres conduisent Davenport, Tasha et les colons à la sécurité à bord du navire. Davenportia s'effondre après leur départ. On découvre que Gao s'est faufilé à bord et a placé Leo sous son contrôle via l'application Triton. Gao explique qu'il a lancé un missile de fin du monde pour anéantir l'existence humaine sur Terre, dans le cadre d'un plan visant à remplacer la population par une civilisation bionique en injectant aux colons le reste de la bionique liquide. Adam, Bree et Chase combattent Gao et Leo et finissent par l'emporter sur eux, bien que le missile reste sur la bonne voie pour frapper la Terre. Krane s'est échappé du dôme dans une nacelle spatiale et commence à attaquer le navire jusqu'à ce que sa nacelle soit détruite par l'un des missiles du navire. Adam enfile alors une combinaison d'évacuation à grande vitesse et se lance dans le missile de Gao, le détruisant. Guest stars : Maile Flanagan comme Perry, Angel Parker dans Tasha, Graham Shiels dans Krane, Ping Wu dans Dr Gao Note : Ceci est un épisode spécial en deux parties en France. |                      |                                           |                    |                                                                                       |                             |                             |            |                                       |
| 97 | 25                   | Disparitions en série (partie 1)          | Victor Gonzalez    | Chris Peterson et Bryan Moore                                                         | 3 février 2016              | 19 mars 2016                | 423        | 0,68                                  |
| Davenport et Douglas révèlent qu'ils ont mis au point un système d'exploitation mis à niveau pour tous les utilisateurs bioniques. Cependant, la mise à niveau ne fonctionne pas sur Chase, Adam et Bree car leur infrastructure bionique est plus ancienne, ce qui les laisse à leur niveau actuel alors que tous les étudiants sont maintenant beaucoup plus puissants. Pendant ce temps, Daniel est amené à l'académie parce qu'il utilisait ses pouvoirs bioniques en public. Douglas décide d'inscrire Daniel à l'académie avec Leo comme mentor. Leo essaie constamment d'enseigner à Daniel, mais Daniel s'avère impossible à joindre. Douglas rejette la suggestion de Leo de donner à Daniel une mise à niveau, car Douglas veut que Daniel devienne responsable de ses bioniques, mais Leo va à l'encontre de Douglas. Les étudiants commencent à disparaître de l'académie, y compris Daniel. Les étudiants apprennent que Giselle a piraté leurspuces et les a géo-téléportés dans une chambre en acier qui bloque leurs capacités bioniques. Elle envisage de tuer toutes les personnes bioniques et de les remplacer par ses androïdes, mais elle est bouleversée de voir qu'Adam, Bree et Chase sont toujours à l'académie. Plus tard, Daniel envoie un message vidéo à l'île, demandant de l'aide. Chase, Adam, Bree, Leo, Davenport et Douglas vont sauver les élèves. Daniel les conduit dans le laboratoire de Giselle, mais les portes se verrouillent immédiatement. Giselle sort et leur montre que les étudiants sont piégés dans la salle, y compris Daniel, tandis que Daniel qui les a amenés dans le laboratoire se révèle être Marcus. |                      |                                           |                    |                                                                                       |                             |                             |            |                                       |
| 98 | 26                   | Disparitions en série (partie 2)          | Victor Gonzalez    | Chris Peterson et Bryan Moore                                                         | 3 février 2016              | 26 mars 2016                | 426        | 0,71                                  |
| Giselle révèle qu'elle a déterré Marcus du vieux repaire de Douglas et l'a reconstruit pièce par pièce. Marcus veut se venger de Douglas pour l'avoir laissé mourir. Marcus assomme tout le monde sans connaissance. Davenport et Douglas sont attachés ensemble sur des chaises, tandis que Chase, Adam, Bree et Leo sont mis à la chambre avec les étudiants, tandis que Daniel est sorti. La chambre de Giselle brûle les puces de Chase, Adam, Bree et les étudiants, détruisant leurs capacités bioniques. Parce que Leo n'a pas de puce bionique, il est capable de faire sortir tout le monde. Giselle tente d'utiliser son fouet électrique pour détruire Chase, Adam et Bree, mais son attaque échoue et la découpe à la place. Pendant ce temps, Marcus torture Daniel devant Douglas, et après les tentatives infructueuses de Douglas pour le retourner, Daniel réplique les bioniques de Marcus pour faire exploser Marcus. L'équipe retourne au laboratoire de Davenport à Mission Creek pour restaurer les puces bioniques. Davenport et Douglas révèlent qu'ils ont créé une super puce universelle bionique, afin qu'ils obtiennent tous la mise à niveau. Douglas révèle également qu'il a récupéré les pièces de Marcus dans le laboratoire de Giselle et qu'il exprime son désir de reconstruire Marcus et de le reprogrammer pour qu'il soit bon, mais tout le monde désapprouve. Tasha révèle qu'elle est enceinte d'une fille. Perry arrive et révèle son soulagement que tout le monde aille bien. Alors que tout le monde quitte le laboratoire, Leo reste sur place et remarque que Marcus s'est régénéré. Douglas arrive et fait fondre Marcus avec une arme. Plus tard, alors que Chase, Adam, Bree et Leo font leurs bagages pour retourner à l'académie, Davenport leur dit qu'il les sépare. Il est décidé que Chase et Bree resteront avec Davenport pour travailler sur un nouveau projet d'équipe, tandis qu'Adam et Leo retourneront à l'académie. Quand Adam et Leo partent, Davenport demande à Chase et Bree s’ils sont prêts à commencer leur nouvelle aventure. Guest stars : Maile Flanagan comme Perry, Angel Parker dans Tasha, Jeremy Kent Jackson dans Douglas, Mateus Ward dans Marcus, Brandon Salgado-Telis dans Bob, Jessalyn Wanlim dans Giselle, Pearce Joza dans Daniel Note: Ceci est un épisode spécial en deux parties en France. |                      |                                           |                    |                                                                                       |                             |                             |            |                                       |

## Audiences
| Saisons | Première diffusion | Première diffusion | Première diffusion         | Dernière diffusion | Dernière diffusion         | Moyenne téléspectateurs (millions) |
| Saisons | Épisodes           | Date               | Téléspectateurs (millions) | Date               | Téléspectateurs (millions) | Moyenne téléspectateurs (millions) |
| ------- | ------------------ | ------------------ | -------------------------- | ------------------ | -------------------------- | ---------------------------------- |
| 1       | 20                 | 27 février 2012    | 1,27                       | 5 novembre 2012    | 0,85                       | 0,89                               |
| 2       | 26                 | 25 février 2013    | 1.01                       | 13 janvier 2014    | 0,74                       | 0,73                               |
| 3       | 26                 | 17 février 2014    | 1,05                       | 5 février 2015     | 0,81                       | 0,71                               |
| 4       | 26                 | 18 mars 2015       | 0,86                       | 3 février 2016     | 0,71                       | 0,62                               |